# Lista de asteroides (346001-347000)
Esta é uma lista parcial de asteroides, do asteroide número 346001 até o 347000, inclusive. Veja também o índice com todas as listas disponíveis.

| Objeto Próximos à Terra | Cinturão de asteroides (interno) | Cinturão de asteroides (externo) | Centauro       |
| Cruzador de Marte       | Cinturão de asteroides (meio)    | Troianos de Júpiter              | Transnetuniano |

Veja mais dados de cada asteroide na ligação externa para o Minor Planet Center na última coluna.
Índice: 346001... 346101... 346201... 346301... 346401... 346501... 346601... 346701... 346801... 346901... 

## 346001–346100
| Designação | Designação | Descoberta  | Descoberta    | Descobridor(es)     | Categoria | Mais informações / Referência |
| Permanente | Provisória | Data        | Local         | Descobridor(es)     | Categoria | Mais informações / Referência |
| ---------- | ---------- | ----------- | ------------- | ------------------- | --------- | ----------------------------- |
| 346001     | 2007 TG202 | 8 out 2007  | Mount Lemmon  | Mount Lemmon Survey | —         | MPC                           |
| 346002     | 2007 TL204 | 8 out 2007  | Mount Lemmon  | Mount Lemmon Survey | —         | MPC                           |
| 346003     | 2007 TA207 | 10 out 2007 | Mount Lemmon  | Mount Lemmon Survey | —         | MPC                           |
| 346004     | 2007 TD207 | 10 out 2007 | Mount Lemmon  | Mount Lemmon Survey | —         | MPC                           |
| 346005     | 2007 TQ216 | 7 out 2007  | Kitt Peak     | Spacewatch          | —         | MPC                           |
| 346006     | 2007 TG217 | 7 out 2007  | Kitt Peak     | Spacewatch          | —         | MPC                           |
| 346007     | 2007 TU221 | 9 out 2007  | Kitt Peak     | Spacewatch          | —         | MPC                           |
| 346008     | 2007 TB223 | 10 out 2007 | Kitt Peak     | Spacewatch          | —         | MPC                           |
| 346009     | 2007 TT239 | 10 out 2007 | Mount Lemmon  | Mount Lemmon Survey | —         | MPC                           |
| 346010     | 2007 TS243 | 8 out 2007  | Catalina      | CSS                 | —         | MPC                           |
| 346011     | 2007 TU248 | 11 out 2007 | Catalina      | CSS                 | —         | MPC                           |
| 346012     | 2007 TY255 | 10 out 2007 | Kitt Peak     | Spacewatch          | Maria     | MPC                           |
| 346013     | 2007 TD266 | 11 out 2007 | Kitt Peak     | Spacewatch          | —         | MPC                           |
| 346014     | 2007 TG266 | 12 out 2007 | Kitt Peak     | Spacewatch          | —         | MPC                           |
| 346015     | 2007 TQ266 | 9 out 2007  | Kitt Peak     | Spacewatch          | —         | MPC                           |
| 346016     | 2007 TF283 | 8 out 2007  | Mount Lemmon  | Mount Lemmon Survey | —         | MPC                           |
| 346017     | 2007 TW286 | 10 out 2007 | Mount Lemmon  | Mount Lemmon Survey | Ursula    | MPC                           |
| 346018     | 2007 TN289 | 12 out 2007 | Mount Lemmon  | Mount Lemmon Survey | —         | MPC                           |
| 346019     | 2007 TX292 | 8 out 2007  | Mount Lemmon  | Mount Lemmon Survey | Themis    | MPC                           |
| 346020     | 2007 TD298 | 11 out 2007 | Mount Lemmon  | Mount Lemmon Survey | —         | MPC                           |
| 346021     | 2007 TZ316 | 12 out 2007 | Kitt Peak     | Spacewatch          | —         | MPC                           |
| 346022     | 2007 TJ327 | 11 out 2007 | Kitt Peak     | Spacewatch          | —         | MPC                           |
| 346023     | 2007 TD335 | 11 out 2007 | Kitt Peak     | Spacewatch          | Brangane  | MPC                           |
| 346024     | 2007 TA339 | 15 out 2007 | Kitt Peak     | Spacewatch          | —         | MPC                           |
| 346025     | 2007 TG339 | 8 out 2007  | Mount Lemmon  | Mount Lemmon Survey | Themis    | MPC                           |
| 346026     | 2007 TM355 | 11 out 2007 | Catalina      | CSS                 | —         | MPC                           |
| 346027     | 2007 TT360 | 14 out 2007 | Mount Lemmon  | Mount Lemmon Survey | —         | MPC                           |
| 346028     | 2007 TS363 | 14 out 2007 | Mount Lemmon  | Mount Lemmon Survey | —         | MPC                           |
| 346029     | 2007 TA365 | 9 out 2007  | Mount Lemmon  | Mount Lemmon Survey | Eos       | MPC                           |
| 346030     | 2007 TV371 | 13 out 2007 | Catalina      | CSS                 | —         | MPC                           |
| 346031     | 2007 TG383 | 14 out 2007 | Kitt Peak     | Spacewatch          | —         | MPC                           |
| 346032     | 2007 TW383 | 14 out 2007 | Kitt Peak     | Spacewatch          | Maria     | MPC                           |
| 346033     | 2007 TS392 | 15 out 2007 | Catalina      | CSS                 | —         | MPC                           |
| 346034     | 2007 TT403 | 15 out 2007 | Kitt Peak     | Spacewatch          | —         | MPC                           |
| 346035     | 2007 TE405 | 15 out 2007 | Kitt Peak     | Spacewatch          | —         | MPC                           |
| 346036     | 2007 TW412 | 15 out 2007 | Anderson Mesa | LONEOS              | —         | MPC                           |
| 346037     | 2007 TS419 | 3 out 2007  | Siding Spring | SSS                 | —         | MPC                           |
| 346038     | 2007 TX419 | 13 set 2007 | Catalina      | CSS                 | —         | MPC                           |
| 346039     | 2007 TS422 | 10 out 2007 | Mount Lemmon  | Mount Lemmon Survey | —         | MPC                           |
| 346040     | 2007 TD423 | 4 out 2007  | Kitt Peak     | Spacewatch          | —         | MPC                           |
| 346041     | 2007 TN425 | 8 out 2007  | Anderson Mesa | LONEOS              | —         | MPC                           |
| 346042     | 2007 TU429 | 13 out 2007 | Kitt Peak     | Spacewatch          | —         | MPC                           |
| 346043     | 2007 TO440 | 4 mai 2005  | Mount Lemmon  | Mount Lemmon Survey | Brangane  | MPC                           |
| 346044     | 2007 TE451 | 14 out 2007 | Mount Lemmon  | Mount Lemmon Survey | —         | MPC                           |
| 346045     | 2007 UW5   | 19 out 2007 | La Cañada     | J. Lacruz           | Chimaera  | MPC                           |
| 346046     | 2007 UX17  | 16 out 2007 | Mount Lemmon  | Mount Lemmon Survey | —         | MPC                           |
| 346047     | 2007 UJ20  | 18 out 2007 | Mount Lemmon  | Mount Lemmon Survey | —         | MPC                           |
| 346048     | 2007 UQ22  | 16 out 2007 | Kitt Peak     | Spacewatch          | Chimaera  | MPC                           |
| 346049     | 2007 UX22  | 16 out 2007 | Kitt Peak     | Spacewatch          | —         | MPC                           |
| 346050     | 2007 UE24  | 16 out 2007 | Kitt Peak     | Spacewatch          | Maria     | MPC                           |
| 346051     | 2007 UK26  | 19 out 2007 | Kitt Peak     | Spacewatch          | —         | MPC                           |
| 346052     | 2007 UZ29  | 19 out 2007 | Anderson Mesa | LONEOS              | —         | MPC                           |
| 346053     | 2007 UP34  | 18 out 2007 | Anderson Mesa | LONEOS              | —         | MPC                           |
| 346054     | 2007 UL36  | 19 out 2007 | Catalina      | CSS                 | —         | MPC                           |
| 346055     | 2007 UU40  | 16 out 2007 | Kitt Peak     | Spacewatch          | —         | MPC                           |
| 346056     | 2007 UO43  | 18 out 2007 | Kitt Peak     | Spacewatch          | —         | MPC                           |
| 346057     | 2007 UO48  | 20 out 2007 | Mount Lemmon  | Mount Lemmon Survey | —         | MPC                           |
| 346058     | 2007 UD50  | 24 out 2007 | Mount Lemmon  | Mount Lemmon Survey | —         | MPC                           |
| 346059     | 2007 UL55  | 30 out 2007 | Kitt Peak     | Spacewatch          | —         | MPC                           |
| 346060     | 2007 UU55  | 30 out 2007 | Kitt Peak     | Spacewatch          | —         | MPC                           |
| 346061     | 2007 UM61  | 18 out 2007 | Kitt Peak     | Spacewatch          | —         | MPC                           |
| 346062     | 2007 UH63  | 30 out 2007 | Mount Lemmon  | Mount Lemmon Survey | —         | MPC                           |
| 346063     | 2007 UG68  | 30 out 2007 | Catalina      | CSS                 | —         | MPC                           |
| 346064     | 2007 UH82  | 30 out 2007 | Kitt Peak     | Spacewatch          | —         | MPC                           |
| 346065     | 2007 UR83  | 30 out 2007 | Kitt Peak     | Spacewatch          | —         | MPC                           |
| 346066     | 2007 UO85  | 30 out 2007 | Kitt Peak     | Spacewatch          | —         | MPC                           |
| 346067     | 2007 UG86  | 30 out 2007 | Kitt Peak     | Spacewatch          | —         | MPC                           |
| 346068     | 2007 UM87  | 30 out 2007 | Kitt Peak     | Spacewatch          | Themis    | MPC                           |
| 346069     | 2007 UV87  | 30 out 2007 | Kitt Peak     | Spacewatch          | —         | MPC                           |
| 346070     | 2007 UN89  | 30 out 2007 | Mount Lemmon  | Mount Lemmon Survey | —         | MPC                           |
| 346071     | 2007 UZ94  | 2 abr 2005  | Mount Lemmon  | Mount Lemmon Survey | —         | MPC                           |
| 346072     | 2007 UQ96  | 9 out 2007  | Mount Lemmon  | Mount Lemmon Survey | —         | MPC                           |
| 346073     | 2007 UN100 | 30 out 2007 | Kitt Peak     | Spacewatch          | —         | MPC                           |
| 346074     | 2007 UQ102 | 14 out 2007 | Kitt Peak     | Spacewatch          | —         | MPC                           |
| 346075     | 2007 UL104 | 30 out 2007 | Kitt Peak     | Spacewatch          | —         | MPC                           |
| 346076     | 2007 UA105 | 30 out 2007 | Kitt Peak     | Spacewatch          | —         | MPC                           |
| 346077     | 2007 UF114 | 31 out 2007 | Kitt Peak     | Spacewatch          | —         | MPC                           |
| 346078     | 2007 UL120 | 15 jan 2004 | Kitt Peak     | Spacewatch          | —         | MPC                           |
| 346079     | 2007 UQ128 | 20 out 2007 | Kitt Peak     | Spacewatch          | —         | MPC                           |
| 346080     | 2007 UJ130 | 18 out 2007 | Kitt Peak     | Spacewatch          | —         | MPC                           |
| 346081     | 2007 UL130 | 18 out 2007 | Kitt Peak     | Spacewatch          | —         | MPC                           |
| 346082     | 2007 UR131 | 4 mai 2005  | Mount Lemmon  | Mount Lemmon Survey | —         | MPC                           |
| 346083     | 2007 UB133 | 21 out 2007 | Kitt Peak     | Spacewatch          | —         | MPC                           |
| 346084     | 2007 UN138 | 19 out 2007 | Mount Lemmon  | Mount Lemmon Survey | —         | MPC                           |
| 346085     | 2007 UL139 | 18 jun 2006 | Kitt Peak     | Spacewatch          | —         | MPC                           |
| 346086     | 2007 UD140 | 16 out 2007 | Mount Lemmon  | Mount Lemmon Survey | —         | MPC                           |
| 346087     | 2007 UP141 | 17 out 2007 | Mount Lemmon  | Mount Lemmon Survey | —         | MPC                           |
| 346088     | 2007 UW141 | 21 out 2007 | Mount Lemmon  | Mount Lemmon Survey | —         | MPC                           |
| 346089     | 2007 VQ7   | 4 nov 2007  | Junk Bond     | D. Healy            | —         | MPC                           |
| 346090     | 2007 VM23  | 2 nov 2007  | Mount Lemmon  | Mount Lemmon Survey | —         | MPC                           |
| 346091     | 2007 VH30  | 2 nov 2007  | Kitt Peak     | Spacewatch          | —         | MPC                           |
| 346092     | 2007 VK30  | 2 nov 2007  | Kitt Peak     | Spacewatch          | Maria     | MPC                           |
| 346093     | 2007 VF31  | 2 nov 2007  | Kitt Peak     | Spacewatch          | Eos       | MPC                           |
| 346094     | 2007 VG32  | 2 nov 2007  | Kitt Peak     | Spacewatch          | —         | MPC                           |
| 346095     | 2007 VU35  | 1 nov 2007  | Kitt Peak     | Spacewatch          | —         | MPC                           |
| 346096     | 2007 VW44  | 1 nov 2007  | Kitt Peak     | Spacewatch          | —         | MPC                           |
| 346097     | 2007 VY45  | 1 nov 2007  | Kitt Peak     | Spacewatch          | Maria     | MPC                           |
| 346098     | 2007 VL48  | 1 nov 2007  | Kitt Peak     | Spacewatch          | —         | MPC                           |
| 346099     | 2007 VN55  | 1 nov 2007  | Kitt Peak     | Spacewatch          | —         | MPC                           |
| 346100     | 2007 VN59  | 1 nov 2007  | Kitt Peak     | Spacewatch          | —         | MPC                           |

## 346101–346200
| Designação | Designação | Descoberta  | Descoberta        | Descobridor(es)      | Categoria | Mais informações / Referência |
| Permanente | Provisória | Data        | Local             | Descobridor(es)      | Categoria | Mais informações / Referência |
| ---------- | ---------- | ----------- | ----------------- | -------------------- | --------- | ----------------------------- |
| 346101     | 2007 VN62  | 1 nov 2007  | Kitt Peak         | Spacewatch           | —         | MPC                           |
| 346102     | 2007 VY62  | 1 nov 2007  | Kitt Peak         | Spacewatch           | —         | MPC                           |
| 346103     | 2007 VW63  | 1 nov 2007  | Kitt Peak         | Spacewatch           | —         | MPC                           |
| 346104     | 2007 VE65  | 1 nov 2007  | Kitt Peak         | Spacewatch           | —         | MPC                           |
| 346105     | 2007 VN66  | 2 nov 2007  | Catalina          | CSS                  | —         | MPC                           |
| 346106     | 2007 VV79  | 3 nov 2007  | Kitt Peak         | Spacewatch           | —         | MPC                           |
| 346107     | 2007 VX79  | 3 nov 2007  | Kitt Peak         | Spacewatch           | —         | MPC                           |
| 346108     | 2007 VG85  | 2 nov 2007  | Socorro           | LINEAR               | —         | MPC                           |
| 346109     | 2007 VC88  | 2 nov 2007  | Socorro           | LINEAR               | —         | MPC                           |
| 346110     | 2007 VA92  | 7 nov 2007  | Eskridge          | G. Hug               | —         | MPC                           |
| 346111     | 2007 VQ92  | 3 nov 2007  | Socorro           | LINEAR               | —         | MPC                           |
| 346112     | 2007 VF94  | 7 nov 2007  | Bisei SG Center   | BATTeRS              | —         | MPC                           |
| 346113     | 2007 VX97  | 1 nov 2007  | Kitt Peak         | Spacewatch           | Maria     | MPC                           |
| 346114     | 2007 VG102 | 2 nov 2007  | Kitt Peak         | Spacewatch           | —         | MPC                           |
| 346115     | 2007 VG103 | 3 nov 2007  | Kitt Peak         | Spacewatch           | —         | MPC                           |
| 346116     | 2007 VD115 | 3 nov 2007  | Kitt Peak         | Spacewatch           | Ursula    | MPC                           |
| 346117     | 2007 VT129 | 1 nov 2007  | Mount Lemmon      | Mount Lemmon Survey  | —         | MPC                           |
| 346118     | 2007 VD132 | 2 nov 2007  | Mount Lemmon      | Mount Lemmon Survey  | —         | MPC                           |
| 346119     | 2007 VZ134 | 3 nov 2007  | Kitt Peak         | Spacewatch           | —         | MPC                           |
| 346120     | 2007 VM142 | 4 nov 2007  | Kitt Peak         | Spacewatch           | —         | MPC                           |
| 346121     | 2007 VS150 | 7 nov 2007  | Kitt Peak         | Spacewatch           | —         | MPC                           |
| 346122     | 2007 VH156 | 5 nov 2007  | Kitt Peak         | Spacewatch           | Brangane  | MPC                           |
| 346123     | 2007 VP156 | 5 nov 2007  | Mount Lemmon      | Mount Lemmon Survey  | —         | MPC                           |
| 346124     | 2007 VV165 | 5 nov 2007  | Kitt Peak         | Spacewatch           | —         | MPC                           |
| 346125     | 2007 VA167 | 5 nov 2007  | Mount Lemmon      | Mount Lemmon Survey  | Chimaera  | MPC                           |
| 346126     | 2007 VE169 | 5 nov 2007  | Kitt Peak         | Spacewatch           | —         | MPC                           |
| 346127     | 2007 VM169 | 5 nov 2007  | Kitt Peak         | Spacewatch           | —         | MPC                           |
| 346128     | 2007 VR171 | 7 nov 2007  | Kitt Peak         | Spacewatch           | —         | MPC                           |
| 346129     | 2007 VW173 | 2 nov 2007  | Catalina          | CSS                  | —         | MPC                           |
| 346130     | 2007 VG174 | 3 nov 2007  | Anderson Mesa     | LONEOS               | —         | MPC                           |
| 346131     | 2007 VB192 | 4 nov 2007  | Mount Lemmon      | Mount Lemmon Survey  | —         | MPC                           |
| 346132     | 2007 VN194 | 5 nov 2007  | Mount Lemmon      | Mount Lemmon Survey  | Brangane  | MPC                           |
| 346133     | 2007 VM196 | 7 nov 2007  | Catalina          | CSS                  | Eos       | MPC                           |
| 346134     | 2007 VV197 | 8 nov 2007  | Mount Lemmon      | Mount Lemmon Survey  | —         | MPC                           |
| 346135     | 2007 VF202 | 5 nov 2007  | Purple Mountain   | PMO NEO              | —         | MPC                           |
| 346136     | 2007 VY207 | 12 out 2007 | Kitt Peak         | Spacewatch           | Themis    | MPC                           |
| 346137     | 2007 VV220 | 9 nov 2007  | Kitt Peak         | Spacewatch           | —         | MPC                           |
| 346138     | 2007 VF222 | 7 nov 2007  | Mount Lemmon      | Mount Lemmon Survey  | —         | MPC                           |
| 346139     | 2007 VX224 | 9 nov 2007  | Mount Lemmon      | Mount Lemmon Survey  | —         | MPC                           |
| 346140     | 2007 VB225 | 9 nov 2007  | Mount Lemmon      | Mount Lemmon Survey  | —         | MPC                           |
| 346141     | 2007 VA226 | 9 nov 2007  | Mount Lemmon      | Mount Lemmon Survey  | —         | MPC                           |
| 346142     | 2007 VZ230 | 7 nov 2007  | Kitt Peak         | Spacewatch           | —         | MPC                           |
| 346143     | 2007 VK234 | 9 nov 2007  | Kitt Peak         | Spacewatch           | —         | MPC                           |
| 346144     | 2007 VT236 | 11 nov 2007 | Mount Lemmon      | Mount Lemmon Survey  | Maria     | MPC                           |
| 346145     | 2007 VQ237 | 11 nov 2007 | Mount Lemmon      | Mount Lemmon Survey  | —         | MPC                           |
| 346146     | 2007 VK238 | 13 nov 2007 | Kitt Peak         | Spacewatch           | —         | MPC                           |
| 346147     | 2007 VC239 | 7 abr 2005  | Anderson Mesa     | LONEOS               | —         | MPC                           |
| 346148     | 2007 VH241 | 11 nov 2007 | Purple Mountain   | PMO NEO              | —         | MPC                           |
| 346149     | 2007 VH251 | 9 nov 2007  | Catalina          | CSS                  | —         | MPC                           |
| 346150     | 2007 VE253 | 5 nov 2007  | XuYi              | PMO NEO              | Brangane  | MPC                           |
| 346151     | 2007 VF253 | 13 nov 2007 | Mount Lemmon      | Mount Lemmon Survey  | —         | MPC                           |
| 346152     | 2007 VD254 | 14 nov 2007 | Kitt Peak         | Spacewatch           | —         | MPC                           |
| 346153     | 2007 VC260 | 15 nov 2007 | Anderson Mesa     | LONEOS               | —         | MPC                           |
| 346154     | 2007 VH265 | 13 nov 2007 | Kitt Peak         | Spacewatch           | —         | MPC                           |
| 346155     | 2007 VJ279 | 14 nov 2007 | Kitt Peak         | Spacewatch           | —         | MPC                           |
| 346156     | 2007 VH281 | 14 nov 2007 | Kitt Peak         | Spacewatch           | —         | MPC                           |
| 346157     | 2007 VW281 | 14 nov 2007 | Kitt Peak         | Spacewatch           | —         | MPC                           |
| 346158     | 2007 VH282 | 14 nov 2007 | Kitt Peak         | Spacewatch           | Brangane  | MPC                           |
| 346159     | 2007 VH283 | 14 nov 2007 | Kitt Peak         | Spacewatch           | —         | MPC                           |
| 346160     | 2007 VQ285 | 14 nov 2007 | Kitt Peak         | Spacewatch           | —         | MPC                           |
| 346161     | 2007 VT297 | 11 nov 2007 | Catalina          | CSS                  | —         | MPC                           |
| 346162     | 2007 VG303 | 2 nov 2007  | Catalina          | CSS                  | —         | MPC                           |
| 346163     | 2007 VZ307 | 5 nov 2007  | Kitt Peak         | Spacewatch           | —         | MPC                           |
| 346164     | 2007 VY308 | 9 nov 2007  | Kitt Peak         | Spacewatch           | —         | MPC                           |
| 346165     | 2007 VB309 | 9 nov 2007  | Mount Lemmon      | Mount Lemmon Survey  | —         | MPC                           |
| 346166     | 2007 VV312 | 3 nov 2007  | Mount Lemmon      | Mount Lemmon Survey  | —         | MPC                           |
| 346167     | 2007 VC314 | 1 nov 2007  | Kitt Peak         | Spacewatch           | —         | MPC                           |
| 346168     | 2007 VE318 | 5 nov 2007  | Mount Lemmon      | Mount Lemmon Survey  | —         | MPC                           |
| 346169     | 2007 VD320 | 13 set 2007 | Mount Lemmon      | Mount Lemmon Survey  | Brangane  | MPC                           |
| 346170     | 2007 VA322 | 29 set 2001 | Palomar           | NEAT                 | —         | MPC                           |
| 346171     | 2007 VG325 | 1 nov 2007  | Kitt Peak         | Spacewatch           | —         | MPC                           |
| 346172     | 2007 VL326 | 4 nov 2007  | Mount Lemmon      | Mount Lemmon Survey  | —         | MPC                           |
| 346173     | 2007 VU331 | 7 nov 2007  | Kitt Peak         | Spacewatch           | —         | MPC                           |
| 346174     | 2007 VJ334 | 13 nov 2007 | Kitt Peak         | Spacewatch           | —         | MPC                           |
| 346175     | 2007 VV334 | 14 nov 2007 | Kitt Peak         | Spacewatch           | —         | MPC                           |
| 346176     | 2007 WA2   | 17 nov 2007 | Bisei SG Center   | BATTeRS              | —         | MPC                           |
| 346177     | 2007 WO8   | 18 nov 2007 | Socorro           | LINEAR               | —         | MPC                           |
| 346178     | 2007 WZ17  | 18 nov 2007 | Mount Lemmon      | Mount Lemmon Survey  | —         | MPC                           |
| 346179     | 2007 WL22  | 17 nov 2007 | Kitt Peak         | Spacewatch           | Maria     | MPC                           |
| 346180     | 2007 WU24  | 2 nov 2007  | Kitt Peak         | Spacewatch           | —         | MPC                           |
| 346181     | 2007 WP33  | 19 nov 2007 | Mount Lemmon      | Mount Lemmon Survey  | —         | MPC                           |
| 346182     | 2007 WF40  | 17 nov 2007 | Catalina          | CSS                  | —         | MPC                           |
| 346183     | 2007 WE42  | 18 nov 2007 | Mount Lemmon      | Mount Lemmon Survey  | —         | MPC                           |
| 346184     | 2007 WX55  | 30 nov 2007 | Antares           | ARO                  | —         | MPC                           |
| 346185     | 2007 WB56  | 30 nov 2007 | Lulin Observatory | T.-C. Yang, Q.-z. Ye | —         | MPC                           |
| 346186     | 2007 WH63  | 20 nov 2007 | Mount Lemmon      | Mount Lemmon Survey  | —         | MPC                           |
| 346187     | 2007 WQ63  | 21 nov 2007 | Mount Lemmon      | Mount Lemmon Survey  | —         | MPC                           |
| 346188     | 2007 XQ    | 4 nov 2007  | Mount Lemmon      | Mount Lemmon Survey  | Brangane  | MPC                           |
| 346189     | 2007 XX1   | 3 dez 2007  | Catalina          | CSS                  | —         | MPC                           |
| 346190     | 2007 XN11  | 4 dez 2007  | Anderson Mesa     | LONEOS               | —         | MPC                           |
| 346191     | 2007 XX11  | 4 dez 2007  | Kitt Peak         | Spacewatch           | —         | MPC                           |
| 346192     | 2007 XY18  | 14 out 2007 | Mount Lemmon      | Mount Lemmon Survey  | —         | MPC                           |
| 346193     | 2007 XZ19  | 12 dez 2007 | La Sagra          | Mallorca Obs.        | —         | MPC                           |
| 346194     | 2007 XW20  | 13 dez 2007 | Socorro           | LINEAR               | —         | MPC                           |
| 346195     | 2007 XC24  | 14 dez 2007 | Dauban            | Chante-Perdrix Obs.  | —         | MPC                           |
| 346196     | 2007 XQ24  | 13 dez 2007 | Socorro           | LINEAR               | —         | MPC                           |
| 346197     | 2007 XH25  | 15 dez 2007 | La Sagra          | Mallorca Obs.        | —         | MPC                           |
| 346198     | 2007 XR25  | 15 dez 2007 | La Sagra          | Mallorca Obs.        | —         | MPC                           |
| 346199     | 2007 XD27  | 14 dez 2007 | Kitt Peak         | Spacewatch           | —         | MPC                           |
| 346200     | 2007 XD29  | 15 dez 2007 | Kitt Peak         | Spacewatch           | —         | MPC                           |

## 346201–346300
| Designação          | Designação | Descoberta  | Descoberta        | Descobridor(es)       | Categoria | Mais informações / Referência |
| Permanente          | Provisória | Data        | Local             | Descobridor(es)       | Categoria | Mais informações / Referência |
| ------------------- | ---------- | ----------- | ----------------- | --------------------- | --------- | ----------------------------- |
| 346201              | 2007 XF31  | 15 dez 2007 | Kitt Peak         | Spacewatch            | —         | MPC                           |
| 346202              | 2007 XZ33  | 10 dez 2007 | Socorro           | LINEAR                | —         | MPC                           |
| 346203              | 2007 XR35  | 13 dez 2007 | Socorro           | LINEAR                | —         | MPC                           |
| 346204              | 2007 XN44  | 15 dez 2007 | Kitt Peak         | Spacewatch            | —         | MPC                           |
| 346205              | 2007 XF47  | 15 dez 2007 | Kitt Peak         | Spacewatch            | —         | MPC                           |
| 346206              | 2007 XB53  | 4 dez 2007  | Mount Lemmon      | Mount Lemmon Survey   | —         | MPC                           |
| 346207              | 2007 XB58  | 5 dez 2007  | Kitt Peak         | Spacewatch            | —         | MPC                           |
| 346208              | 2007 XL58  | 5 dez 2007  | Kitt Peak         | Spacewatch            | Brangane  | MPC                           |
| 346209              | 2007 XZ58  | 14 dez 2007 | Mount Lemmon      | Mount Lemmon Survey   | —         | MPC                           |
| 346210              | 2007 YY8   | 16 dez 2007 | Mount Lemmon      | Mount Lemmon Survey   | —         | MPC                           |
| 346211              | 2007 YF10  | 16 dez 2007 | Kitt Peak         | Spacewatch            | —         | MPC                           |
| 346212              | 2007 YS14  | 4 nov 2007  | Kitt Peak         | Spacewatch            | —         | MPC                           |
| 346213              | 2007 YY22  | 16 dez 2007 | Mount Lemmon      | Mount Lemmon Survey   | —         | MPC                           |
| 346214              | 2007 YP26  | 18 dez 2007 | Mount Lemmon      | Mount Lemmon Survey   | —         | MPC                           |
| 346215              | 2007 YK31  | 28 dez 2007 | Kitt Peak         | Spacewatch            | —         | MPC                           |
| 346216              | 2007 YW44  | 30 dez 2007 | Mount Lemmon      | Mount Lemmon Survey   | —         | MPC                           |
| 346217              | 2007 YS47  | 30 dez 2007 | La Sagra          | Mallorca Obs.         | —         | MPC                           |
| 346218              | 2007 YJ50  | 28 dez 2007 | Kitt Peak         | Spacewatch            | —         | MPC                           |
| 346219              | 2007 YC56  | 29 dez 2007 | Lulin Observatory | LUSS                  | —         | MPC                           |
| 346220              | 2007 YK57  | 5 dez 2007  | Kitt Peak         | Spacewatch            | —         | MPC                           |
| 346221              | 2007 YA59  | 31 dez 2007 | Catalina          | CSS                   | —         | MPC                           |
| 346222              | 2007 YN59  | 18 dez 2007 | Mount Lemmon      | Mount Lemmon Survey   | —         | MPC                           |
| 346223              | 2007 YJ60  | 16 dez 2007 | Catalina          | CSS                   | —         | MPC                           |
| 346224              | 2007 YA62  | 16 dez 2007 | Kitt Peak         | Spacewatch            | —         | MPC                           |
| 346225              | 2007 YB66  | 30 dez 2007 | Mount Lemmon      | Mount Lemmon Survey   | —         | MPC                           |
| 346226              | 2007 YH69  | 20 dez 2007 | Kitt Peak         | Spacewatch            | Ursula    | MPC                           |
| 346227              | 2008 AK3   | 8 jan 2008  | Altschwendt       | W. Ries               | Brangane  | MPC                           |
| 346228              | 2008 AL6   | 10 jan 2008 | Mount Lemmon      | Mount Lemmon Survey   | —         | MPC                           |
| 346229              | 2008 AK12  | 10 jan 2008 | Mount Lemmon      | Mount Lemmon Survey   | —         | MPC                           |
| 346230              | 2008 AE17  | 10 jan 2008 | Kitt Peak         | Spacewatch            | —         | MPC                           |
| 346231              | 2008 AX36  | 10 jan 2008 | Catalina          | CSS                   | —         | MPC                           |
| 346232              | 2008 AF37  | 10 jan 2008 | Kitt Peak         | Spacewatch            | Ursula    | MPC                           |
| 346233              | 2008 AY37  | 10 jan 2008 | Mount Lemmon      | Mount Lemmon Survey   | —         | MPC                           |
| 346234              | 2008 AZ59  | 11 jan 2008 | Catalina          | CSS                   | —         | MPC                           |
| 346235              | 2008 AC118 | 13 jan 2008 | Catalina          | CSS                   | —         | MPC                           |
| 346236              | 2008 BD5   | 16 jan 2008 | Kitt Peak         | Spacewatch            | —         | MPC                           |
| 346237              | 2008 BW25  | 30 jan 2008 | Catalina          | CSS                   | —         | MPC                           |
| 346238              | 2008 BT39  | 30 jan 2008 | Catalina          | CSS                   | —         | MPC                           |
| 346239              | 2008 BP40  | 31 jan 2008 | Socorro           | LINEAR                | —         | MPC                           |
| 346240              | 2008 BF43  | 16 jan 2008 | Mount Lemmon      | Mount Lemmon Survey   | —         | MPC                           |
| 346241              | 2008 BK43  | 16 jan 2008 | Mayhill           | A. Lowe               | —         | MPC                           |
| 346242              | 2008 BY49  | 31 jan 2008 | Catalina          | CSS                   | —         | MPC                           |
| 346243              | 2008 CO19  | 6 fev 2008  | Catalina          | CSS                   | —         | MPC                           |
| 346244              | 2008 CX77  | 6 fev 2008  | Anderson Mesa     | LONEOS                | —         | MPC                           |
| 346245              | 2008 CY115 | 10 fev 2008 | Mount Lemmon      | Mount Lemmon Survey   | —         | MPC                           |
| 346246              | 2008 CX176 | 9 fev 2008  | Socorro           | LINEAR                | —         | MPC                           |
| 346247              | 2008 CC180 | 9 fev 2008  | Anderson Mesa     | LONEOS                | —         | MPC                           |
| 346248              | 2008 CW186 | 9 nov 2007  | Mount Lemmon      | Mount Lemmon Survey   | —         | MPC                           |
| 346249              | 2008 DY4   | 27 fev 2008 | Lulin             | LUSS                  | —         | MPC                           |
| 346250              | 2008 DP15  | 27 fev 2008 | Mount Lemmon      | Mount Lemmon Survey   | —         | MPC                           |
| 346251              | 2008 DF57  | 28 fev 2008 | Catalina          | CSS                   | —         | MPC                           |
| 346252              | 2008 DC65  | 28 fev 2008 | Catalina          | CSS                   | —         | MPC                           |
| 346253              | 2008 DG84  | 26 fev 2008 | Kitt Peak         | Spacewatch            | —         | MPC                           |
| 346254              | 2008 EY24  | 3 mar 2008  | Mount Lemmon      | Mount Lemmon Survey   | —         | MPC                           |
| 346255              | 2008 EN29  | 4 mar 2008  | Mount Lemmon      | Mount Lemmon Survey   | —         | MPC                           |
| 346256              | 2008 EP32  | 1 mar 2008  | Catalina          | CSS                   | —         | MPC                           |
| 346257              | 2008 ES65  | 9 mar 2008  | Mount Lemmon      | Mount Lemmon Survey   | —         | MPC                           |
| 346258              | 2008 EB71  | 6 mar 2008  | Mount Lemmon      | Mount Lemmon Survey   | —         | MPC                           |
| 346259              | 2008 ET81  | 1 mar 2008  | Socorro           | LINEAR                | —         | MPC                           |
| 346260              | 2008 ER130 | 11 mar 2008 | Kitt Peak         | Spacewatch            | Juno      | MPC                           |
| 346261 Alexandrescu | 2008 EK145 | 12 mar 2008 | La Silla          | EURONEAR              | —         | MPC                           |
| 346262              | 2008 FK10  | 26 mar 2008 | Kitt Peak         | Spacewatch            | —         | MPC                           |
| 346263              | 2008 FR83  | 28 mar 2008 | Kitt Peak         | Spacewatch            | Pallas    | MPC                           |
| 346264              | 2008 FK100 | 30 mar 2008 | Kitt Peak         | Spacewatch            | —         | MPC                           |
| 346265              | 2008 FA107 | 31 mar 2008 | Kitt Peak         | Spacewatch            | Juno      | MPC                           |
| 346266              | 2008 FX125 | 31 mar 2008 | Kitt Peak         | Spacewatch            | —         | MPC                           |
| 346267              | 2008 FA131 | 28 mar 2008 | Kitt Peak         | Spacewatch            | —         | MPC                           |
| 346268              | 2008 FB134 | 28 mar 2008 | Kitt Peak         | Spacewatch            | —         | MPC                           |
| 346269              | 2008 GS38  | 3 abr 2008  | Mount Lemmon      | Mount Lemmon Survey   | —         | MPC                           |
| 346270              | 2008 GR40  | 4 abr 2008  | Kitt Peak         | Spacewatch            | —         | MPC                           |
| 346271              | 2008 GZ71  | 4 mar 2008  | Mount Lemmon      | Mount Lemmon Survey   | —         | MPC                           |
| 346272              | 2008 GT74  | 7 abr 2008  | Kitt Peak         | Spacewatch            | —         | MPC                           |
| 346273              | 2008 GB82  | 8 abr 2008  | Kitt Peak         | Spacewatch            | —         | MPC                           |
| 346274              | 2008 GS99  | 28 mar 2008 | Mount Lemmon      | Mount Lemmon Survey   | —         | MPC                           |
| 346275              | 2008 GT137 | 7 abr 2008  | Kitt Peak         | Spacewatch            | —         | MPC                           |
| 346276              | 2008 GA140 | 19 mai 2005 | Palomar           | NEAT                  | —         | MPC                           |
| 346277              | 2008 GE140 | 6 abr 2008  | Mount Lemmon      | Mount Lemmon Survey   | —         | MPC                           |
| 346278              | 2008 GR141 | 19 mar 2007 | Mount Lemmon      | Mount Lemmon Survey   | —         | MPC                           |
| 346279              | 2008 HQ10  | 24 abr 2008 | Kitt Peak         | Spacewatch            | —         | MPC                           |
| 346280              | 2008 HU35  | 29 abr 2008 | Mount Lemmon      | Mount Lemmon Survey   | —         | MPC                           |
| 346281              | 2008 JV4   | 2 mai 2008  | Catalina          | CSS                   | —         | MPC                           |
| 346282              | 2008 JL26  | 12 mai 2008 | Mount Lemmon      | Mount Lemmon Survey   | —         | MPC                           |
| 346283              | 2008 JR32  | 7 mai 2008  | Kitt Peak         | Spacewatch            | —         | MPC                           |
| 346284              | 2008 JK36  | 3 mai 2008  | Mount Lemmon      | Mount Lemmon Survey   | —         | MPC                           |
| 346285              | 2008 KN19  | 28 mai 2008 | Mount Lemmon      | Mount Lemmon Survey   | —         | MPC                           |
| 346286              | 2008 KF27  | 30 mai 2008 | Kitt Peak         | Spacewatch            | —         | MPC                           |
| 346287              | 2008 LP11  | 20 nov 2006 | Kitt Peak         | Spacewatch            | —         | MPC                           |
| 346288              | 2008 NP2   | 9 jul 2008  | La Sagra          | Mallorca Obs.         | —         | MPC                           |
| 346289              | 2008 NY3   | 14 jul 2008 | Charleston        | ARO                   | —         | MPC                           |
| 346290              | 2008 OF10  | 28 jul 2008 | Hibiscus          | S. F. Hönig, N. Teamo | —         | MPC                           |
| 346291              | 2008 OM20  | 29 jul 2008 | Kitt Peak         | Spacewatch            | —         | MPC                           |
| 346292              | 2008 OG21  | 30 jul 2008 | Kitt Peak         | Spacewatch            | —         | MPC                           |
| 346293              | 2008 PG3   | 4 ago 2008  | Vicques           | M. Ory                | —         | MPC                           |
| 346294              | 2008 PH6   | 21 set 2001 | Kitt Peak         | Spacewatch            | Mitidika  | MPC                           |
| 346295              | 2008 PW7   | 5 ago 2008  | La Sagra          | Mallorca Obs.         | —         | MPC                           |
| 346296              | 2008 PA9   | 6 ago 2008  | Dauban            | F. Kugel              | —         | MPC                           |
| 346297              | 2008 PK12  | 8 ago 2008  | La Sagra          | Mallorca Obs.         | —         | MPC                           |
| 346298              | 2008 PH15  | 10 ago 2008 | La Sagra          | Mallorca Obs.         | Mitidika  | MPC                           |
| 346299              | 2008 PS21  | 7 ago 2008  | Kitt Peak         | Spacewatch            | —         | MPC                           |
| 346300              | 2008 QK    | 20 ago 2008 | Hibiscus          | N. Teamo              | —         | MPC                           |

## 346301–346400
| Designação | Designação | Descoberta  | Descoberta       | Descobridor(es)       | Categoria | Mais informações / Referência |
| Permanente | Provisória | Data        | Local            | Descobridor(es)       | Categoria | Mais informações / Referência |
| ---------- | ---------- | ----------- | ---------------- | --------------------- | --------- | ----------------------------- |
| 346301     | 2008 QD2   | 24 ago 2008 | La Sagra         | Mallorca Obs.         | —         | MPC                           |
| 346302     | 2008 QS3   | 25 ago 2008 | Piszkéstető      | K. Sárneczky          | Mitidika  | MPC                           |
| 346303     | 2008 QZ6   | 25 ago 2008 | Pises            | Pises Obs.            | —         | MPC                           |
| 346304     | 2008 QV9   | 26 ago 2008 | La Sagra         | Mallorca Obs.         | —         | MPC                           |
| 346305     | 2008 QW9   | 26 ago 2008 | Dauban           | F. Kugel              | —         | MPC                           |
| 346306     | 2008 QF10  | 26 ago 2008 | La Sagra         | Mallorca Obs.         | —         | MPC                           |
| 346307     | 2008 QK10  | 26 ago 2008 | La Sagra         | Mallorca Obs.         | —         | MPC                           |
| 346308     | 2008 QA11  | 26 ago 2008 | La Sagra         | Mallorca Obs.         | —         | MPC                           |
| 346309     | 2008 QK12  | 26 ago 2008 | La Sagra         | Mallorca Obs.         | —         | MPC                           |
| 346310     | 2008 QS12  | 7 ago 2008  | Kitt Peak        | Spacewatch            | Mitidika  | MPC                           |
| 346311     | 2008 QJ13  | 27 ago 2008 | La Sagra         | Mallorca Obs.         | —         | MPC                           |
| 346312     | 2008 QB14  | 21 ago 2008 | Kitt Peak        | Spacewatch            | —         | MPC                           |
| 346313     | 2008 QK17  | 27 ago 2008 | La Sagra         | Mallorca Obs.         | —         | MPC                           |
| 346314     | 2008 QV19  | 29 ago 2008 | Taunus           | S. Karge, R. Kling    | —         | MPC                           |
| 346315     | 2008 QE24  | 30 ago 2008 | Sandlot          | G. Hug                | —         | MPC                           |
| 346316     | 2008 QM26  | 29 ago 2008 | La Sagra         | Mallorca Obs.         | Mitidika  | MPC                           |
| 346317     | 2008 QC31  | 30 ago 2008 | Socorro          | LINEAR                | —         | MPC                           |
| 346318     | 2008 QX32  | 31 ago 2008 | Moletai          | Molėtai Obs.          | —         | MPC                           |
| 346319     | 2008 QX35  | 21 ago 2008 | Kitt Peak        | Spacewatch            | —         | MPC                           |
| 346320     | 2008 QO39  | 24 ago 2008 | Kitt Peak        | Spacewatch            | —         | MPC                           |
| 346321     | 2008 QY39  | 26 ago 2008 | La Sagra         | Mallorca Obs.         | —         | MPC                           |
| 346322     | 2008 QW41  | 26 ago 2008 | La Sagra         | Mallorca Obs.         | —         | MPC                           |
| 346323     | 2008 QM48  | 24 ago 2008 | Kitt Peak        | Spacewatch            | —         | MPC                           |
| 346324     | 2008 RF    | 1 set 2008  | Hibiscus         | S. F. Hönig, N. Teamo | —         | MPC                           |
| 346325     | 2008 RN1   | 3 set 2008  | Hibiscus         | S. F. Hönig, N. Teamo | —         | MPC                           |
| 346326     | 2008 RX4   | 2 set 2008  | Kitt Peak        | Spacewatch            | —         | MPC                           |
| 346327     | 2008 RM5   | 2 set 2008  | Kitt Peak        | Spacewatch            | —         | MPC                           |
| 346328     | 2008 RD15  | 24 ago 2008 | Kitt Peak        | Spacewatch            | —         | MPC                           |
| 346329     | 2008 RZ18  | 15 ago 2004 | Campo Imperatore | CINEOS                | —         | MPC                           |
| 346330     | 2008 RZ21  | 3 set 2008  | La Sagra         | Mallorca Obs.         | —         | MPC                           |
| 346331     | 2008 RG27  | 8 set 2008  | Dauban           | F. Kugel              | —         | MPC                           |
| 346332     | 2008 RW29  | 2 set 2008  | Kitt Peak        | Spacewatch            | —         | MPC                           |
| 346333     | 2008 RK31  | 2 set 2008  | Kitt Peak        | Spacewatch            | —         | MPC                           |
| 346334     | 2008 RT39  | 2 set 2008  | Kitt Peak        | Spacewatch            | —         | MPC                           |
| 346335     | 2008 RS41  | 2 set 2008  | Kitt Peak        | Spacewatch            | —         | MPC                           |
| 346336     | 2008 RO44  | 2 set 2008  | Kitt Peak        | Spacewatch            | Mitidika  | MPC                           |
| 346337     | 2008 RK48  | 3 set 2008  | La Sagra         | Mallorca Obs.         | —         | MPC                           |
| 346338     | 2008 RM50  | 3 set 2008  | Kitt Peak        | Spacewatch            | —         | MPC                           |
| 346339     | 2008 RE58  | 3 set 2008  | Kitt Peak        | Spacewatch            | —         | MPC                           |
| 346340     | 2008 RP68  | 4 set 2008  | Kitt Peak        | Spacewatch            | —         | MPC                           |
| 346341     | 2008 RE69  | 4 set 2008  | Kitt Peak        | Spacewatch            | —         | MPC                           |
| 346342     | 2008 RA72  | 6 set 2008  | Catalina         | CSS                   | —         | MPC                           |
| 346343     | 2008 RJ77  | 6 set 2008  | Catalina         | CSS                   | —         | MPC                           |
| 346344     | 2008 RA81  | 3 set 2008  | Kitt Peak        | Spacewatch            | —         | MPC                           |
| 346345     | 2008 RB86  | 5 set 2008  | Kitt Peak        | Spacewatch            | —         | MPC                           |
| 346346     | 2008 RD98  | 7 set 2008  | Mount Lemmon     | Mount Lemmon Survey   | —         | MPC                           |
| 346347     | 2008 RA110 | 3 set 2008  | Kitt Peak        | Spacewatch            | —         | MPC                           |
| 346348     | 2008 RY111 | 4 set 2008  | Kitt Peak        | Spacewatch            | —         | MPC                           |
| 346349     | 2008 RN114 | 6 set 2008  | Mount Lemmon     | Mount Lemmon Survey   | —         | MPC                           |
| 346350     | 2008 RX114 | 6 set 2008  | Mount Lemmon     | Mount Lemmon Survey   | —         | MPC                           |
| 346351     | 2008 RB118 | 9 set 2008  | Mount Lemmon     | Mount Lemmon Survey   | —         | MPC                           |
| 346352     | 2008 RM118 | 9 set 2008  | Mount Lemmon     | Mount Lemmon Survey   | —         | MPC                           |
| 346353     | 2008 RU120 | 9 set 2008  | Mount Lemmon     | Mount Lemmon Survey   | —         | MPC                           |
| 346354     | 2008 RO129 | 9 set 2008  | Mount Lemmon     | Mount Lemmon Survey   | —         | MPC                           |
| 346355     | 2008 RH130 | 9 set 2008  | Mount Lemmon     | Mount Lemmon Survey   | —         | MPC                           |
| 346356     | 2008 RM133 | 6 set 2008  | Catalina         | CSS                   | —         | MPC                           |
| 346357     | 2008 RR137 | 5 set 2008  | Kitt Peak        | Spacewatch            | —         | MPC                           |
| 346358     | 2008 RV138 | 6 set 2008  | Catalina         | CSS                   | —         | MPC                           |
| 346359     | 2008 RW138 | 6 set 2008  | Catalina         | CSS                   | —         | MPC                           |
| 346360     | 2008 RF139 | 7 set 2008  | Mount Lemmon     | Mount Lemmon Survey   | —         | MPC                           |
| 346361     | 2008 RP140 | 9 set 2008  | Mount Lemmon     | Mount Lemmon Survey   | —         | MPC                           |
| 346362     | 2008 RS141 | 7 set 2008  | Mount Lemmon     | Mount Lemmon Survey   | —         | MPC                           |
| 346363     | 2008 ST2   | 23 set 2008 | Sierra Stars     | F. Tozzi              | —         | MPC                           |
| 346364     | 2008 SZ3   | 22 set 2008 | Socorro          | LINEAR                | —         | MPC                           |
| 346365     | 2008 SR6   | 22 set 2008 | Socorro          | LINEAR                | —         | MPC                           |
| 346366     | 2008 SW6   | 22 set 2008 | Socorro          | LINEAR                | —         | MPC                           |
| 346367     | 2008 SF18  | 19 set 2008 | Kitt Peak        | Spacewatch            | —         | MPC                           |
| 346368     | 2008 SG18  | 19 set 2008 | Kitt Peak        | Spacewatch            | —         | MPC                           |
| 346369     | 2008 SQ18  | 29 nov 1997 | Kitt Peak        | Spacewatch            | Mitidika  | MPC                           |
| 346370     | 2008 SE27  | 19 set 2008 | Kitt Peak        | Spacewatch            | —         | MPC                           |
| 346371     | 2008 SO29  | 19 set 2008 | Kitt Peak        | Spacewatch            | —         | MPC                           |
| 346372     | 2008 SW33  | 10 out 1993 | Kitt Peak        | Spacewatch            | —         | MPC                           |
| 346373     | 2008 SA39  | 20 set 2008 | Kitt Peak        | Spacewatch            | —         | MPC                           |
| 346374     | 2008 SZ39  | 20 set 2008 | Kitt Peak        | Spacewatch            | —         | MPC                           |
| 346375     | 2008 SH46  | 20 set 2008 | Kitt Peak        | Spacewatch            | —         | MPC                           |
| 346376     | 2008 SL46  | 20 set 2008 | Kitt Peak        | Spacewatch            | —         | MPC                           |
| 346377     | 2008 SM46  | 20 set 2008 | Kitt Peak        | Spacewatch            | —         | MPC                           |
| 346378     | 2008 SB47  | 20 set 2008 | Kitt Peak        | Spacewatch            | —         | MPC                           |
| 346379     | 2008 SQ48  | 20 set 2008 | Mount Lemmon     | Mount Lemmon Survey   | —         | MPC                           |
| 346380     | 2008 SC53  | 20 set 2008 | Mount Lemmon     | Mount Lemmon Survey   | —         | MPC                           |
| 346381     | 2008 SD54  | 20 set 2008 | Mount Lemmon     | Mount Lemmon Survey   | —         | MPC                           |
| 346382     | 2008 SN56  | 20 set 2008 | Mount Lemmon     | Mount Lemmon Survey   | —         | MPC                           |
| 346383     | 2008 SO56  | 20 set 2008 | Mount Lemmon     | Mount Lemmon Survey   | —         | MPC                           |
| 346384     | 2008 SW60  | 20 set 2008 | Catalina         | CSS                   | —         | MPC                           |
| 346385     | 2008 SW62  | 21 set 2008 | Kitt Peak        | Spacewatch            | —         | MPC                           |
| 346386     | 2008 SM64  | 21 set 2008 | Catalina         | CSS                   | —         | MPC                           |
| 346387     | 2008 SO64  | 21 set 2008 | Catalina         | CSS                   | —         | MPC                           |
| 346388     | 2008 SS71  | 22 set 2008 | Goodricke-Pigott | R. A. Tucker          | —         | MPC                           |
| 346389     | 2008 SF76  | 24 ago 2008 | Kitt Peak        | Spacewatch            | —         | MPC                           |
| 346390     | 2008 SZ77  | 3 set 2008  | Kitt Peak        | Spacewatch            | —         | MPC                           |
| 346391     | 2008 SV84  | 28 set 2008 | Wrightwood       | J. W. Young           | —         | MPC                           |
| 346392     | 2008 SK87  | 20 set 2008 | Catalina         | CSS                   | —         | MPC                           |
| 346393     | 2008 SQ87  | 20 set 2008 | Catalina         | CSS                   | —         | MPC                           |
| 346394     | 2008 SL100 | 21 set 2008 | Kitt Peak        | Spacewatch            | —         | MPC                           |
| 346395     | 2008 SE101 | 21 set 2008 | Kitt Peak        | Spacewatch            | —         | MPC                           |
| 346396     | 2008 SY106 | 21 set 2008 | Kitt Peak        | Spacewatch            | —         | MPC                           |
| 346397     | 2008 SC116 | 22 set 2008 | Kitt Peak        | Spacewatch            | —         | MPC                           |
| 346398     | 2008 SB120 | 22 set 2008 | Mount Lemmon     | Mount Lemmon Survey   | —         | MPC                           |
| 346399     | 2008 SO120 | 22 set 2008 | Mount Lemmon     | Mount Lemmon Survey   | —         | MPC                           |
| 346400     | 2008 SA129 | 22 set 2008 | Kitt Peak        | Spacewatch            | —         | MPC                           |

## 346401–346500
| Designação | Designação | Descoberta  | Descoberta        | Descobridor(es)     | Categoria | Mais informações / Referência |
| Permanente | Provisória | Data        | Local             | Descobridor(es)     | Categoria | Mais informações / Referência |
| ---------- | ---------- | ----------- | ----------------- | ------------------- | --------- | ----------------------------- |
| 346401     | 2008 SC137 | 23 set 2008 | Mount Lemmon      | Mount Lemmon Survey | —         | MPC                           |
| 346402     | 2008 SF148 | 25 set 2008 | Bergisch Gladbach | W. Bickel           | —         | MPC                           |
| 346403     | 2008 SL149 | 24 set 2008 | Bergisch Gladbac  | W. Bickel           | —         | MPC                           |
| 346404     | 2008 SB152 | 26 set 2008 | Bisei SG Center   | BATTeRS             | —         | MPC                           |
| 346405     | 2008 SU152 | 22 set 2008 | Socorro           | LINEAR              | —         | MPC                           |
| 346406     | 2008 SO154 | 19 set 2008 | Kitt Peak         | Spacewatch          | Chloris   | MPC                           |
| 346407     | 2008 SE156 | 23 set 2008 | Socorro           | LINEAR              | Mitidika  | MPC                           |
| 346408     | 2008 SF156 | 23 set 2008 | Socorro           | LINEAR              | —         | MPC                           |
| 346409     | 2008 SG156 | 23 set 2008 | Socorro           | LINEAR              | —         | MPC                           |
| 346410     | 2008 SM159 | 24 set 2008 | Socorro           | LINEAR              | —         | MPC                           |
| 346411     | 2008 SP164 | 28 set 2008 | Socorro           | LINEAR              | —         | MPC                           |
| 346412     | 2008 SW164 | 28 set 2008 | Socorro           | LINEAR              | —         | MPC                           |
| 346413     | 2008 SK166 | 28 set 2008 | Socorro           | LINEAR              | —         | MPC                           |
| 346414     | 2008 SP178 | 23 set 2008 | Siding Spring     | SSS                 | —         | MPC                           |
| 346415     | 2008 SZ180 | 24 set 2008 | Kitt Peak         | Spacewatch          | —         | MPC                           |
| 346416     | 2008 SH182 | 24 set 2008 | Kitt Peak         | Spacewatch          | Mitidika  | MPC                           |
| 346417     | 2008 SJ182 | 14 jan 2002 | Kitt Peak         | Spacewatch          | —         | MPC                           |
| 346418     | 2008 SW183 | 24 set 2008 | Kitt Peak         | Spacewatch          | —         | MPC                           |
| 346419     | 2008 SC192 | 25 set 2008 | Kitt Peak         | Spacewatch          | —         | MPC                           |
| 346420     | 2008 SK193 | 25 set 2008 | Kitt Peak         | Spacewatch          | —         | MPC                           |
| 346421     | 2008 SO193 | 25 set 2008 | Kitt Peak         | Spacewatch          | —         | MPC                           |
| 346422     | 2008 SP196 | 25 set 2008 | Kitt Peak         | Spacewatch          | —         | MPC                           |
| 346423     | 2008 ST197 | 25 set 2008 | Kitt Peak         | Spacewatch          | —         | MPC                           |
| 346424     | 2008 SB205 | 26 set 2008 | Kitt Peak         | Spacewatch          | —         | MPC                           |
| 346425     | 2008 SF206 | 26 set 2008 | Kitt Peak         | Spacewatch          | —         | MPC                           |
| 346426     | 2008 SF219 | 30 set 2008 | La Sagra          | Mallorca Obs.       | —         | MPC                           |
| 346427     | 2008 SL224 | 26 set 2008 | Kitt Peak         | Spacewatch          | —         | MPC                           |
| 346428     | 2008 ST235 | 28 set 2008 | Mount Lemmon      | Mount Lemmon Survey | —         | MPC                           |
| 346429     | 2008 SM238 | 29 set 2008 | Kitt Peak         | Spacewatch          | —         | MPC                           |
| 346430     | 2008 SE242 | 10 set 2008 | Kitt Peak         | Spacewatch          | Mitidika  | MPC                           |
| 346431     | 2008 SJ242 | 29 set 2008 | Kitt Peak         | Spacewatch          | —         | MPC                           |
| 346432     | 2008 SA248 | 20 set 2008 | Kitt Peak         | Spacewatch          | Chloris   | MPC                           |
| 346433     | 2008 SY248 | 3 jun 2003  | Kitt Peak         | Spacewatch          | —         | MPC                           |
| 346434     | 2008 SK253 | 21 set 2008 | Kitt Peak         | Spacewatch          | —         | MPC                           |
| 346435     | 2008 SZ254 | 23 set 2008 | Mount Lemmon      | Mount Lemmon Survey | —         | MPC                           |
| 346436     | 2008 SU258 | 22 set 2008 | Catalina          | CSS                 | —         | MPC                           |
| 346437     | 2008 SZ265 | 29 set 2008 | Kitt Peak         | Spacewatch          | —         | MPC                           |
| 346438     | 2008 SX267 | 23 set 2008 | Kitt Peak         | Spacewatch          | —         | MPC                           |
| 346439     | 2008 SC282 | 25 set 2008 | Mount Lemmon      | Mount Lemmon Survey | —         | MPC                           |
| 346440     | 2008 SJ302 | 23 set 2008 | Catalina          | CSS                 | Phocaea   | MPC                           |
| 346441     | 2008 SH308 | 30 set 2008 | Mount Lemmon      | Mount Lemmon Survey | —         | MPC                           |
| 346442     | 2008 TO2   | 4 out 2008  | Catalina          | CSS                 | —         | MPC                           |
| 346443     | 2008 TP7   | 3 out 2008  | La Sagra          | Mallorca Obs.       | —         | MPC                           |
| 346444     | 2008 TD8   | 4 out 2008  | La Sagra          | Mallorca Obs.       | —         | MPC                           |
| 346445     | 2008 TW15  | 2 set 2008  | Kitt Peak         | Spacewatch          | —         | MPC                           |
| 346446     | 2008 TL19  | 1 out 2008  | Mount Lemmon      | Mount Lemmon Survey | —         | MPC                           |
| 346447     | 2008 TM20  | 22 set 2008 | Mount Lemmon      | Mount Lemmon Survey | —         | MPC                           |
| 346448     | 2008 TL21  | 1 out 2008  | Mount Lemmon      | Mount Lemmon Survey | —         | MPC                           |
| 346449     | 2008 TF22  | 1 out 2008  | Mount Lemmon      | Mount Lemmon Survey | Mitidika  | MPC                           |
| 346450     | 2008 TQ23  | 25 abr 2007 | Mount Lemmon      | Mount Lemmon Survey | —         | MPC                           |
| 346451     | 2008 TY26  | 10 out 2008 | Mount Lemmon      | Mount Lemmon Survey | —         | MPC                           |
| 346452     | 2008 TW39  | 1 out 2008  | Kitt Peak         | Spacewatch          | —         | MPC                           |
| 346453     | 2008 TJ47  | 1 out 2008  | Kitt Peak         | Spacewatch          | —         | MPC                           |
| 346454     | 2008 TE50  | 2 out 2008  | Kitt Peak         | Spacewatch          | Mitidika  | MPC                           |
| 346455     | 2008 TE60  | 2 out 2008  | Kitt Peak         | Spacewatch          | —         | MPC                           |
| 346456     | 2008 TF66  | 2 out 2008  | Kitt Peak         | Spacewatch          | Mitidika  | MPC                           |
| 346457     | 2008 TR72  | 2 out 2008  | Kitt Peak         | Spacewatch          | —         | MPC                           |
| 346458     | 2008 TB78  | 2 out 2008  | Mount Lemmon      | Mount Lemmon Survey | Mitidika  | MPC                           |
| 346459     | 2008 TR84  | 3 out 2008  | Kitt Peak         | Spacewatch          | —         | MPC                           |
| 346460     | 2008 TZ84  | 3 out 2008  | Kitt Peak         | Spacewatch          | —         | MPC                           |
| 346461     | 2008 TK86  | 3 out 2008  | Mount Lemmon      | Mount Lemmon Survey | —         | MPC                           |
| 346462     | 2008 TZ90  | 3 out 2008  | Kitt Peak         | Spacewatch          | —         | MPC                           |
| 346463     | 2008 TB94  | 5 out 2008  | La Sagra          | Mallorca Obs.       | —         | MPC                           |
| 346464     | 2008 TC116 | 6 out 2008  | Catalina          | CSS                 | —         | MPC                           |
| 346465     | 2008 TN120 | 7 out 2008  | Mount Lemmon      | Mount Lemmon Survey | —         | MPC                           |
| 346466     | 2008 TZ120 | 7 out 2008  | Kitt Peak         | Spacewatch          | —         | MPC                           |
| 346467     | 2008 TG131 | 8 out 2008  | Mount Lemmon      | Mount Lemmon Survey | —         | MPC                           |
| 346468     | 2008 TF134 | 8 out 2008  | Mount Lemmon      | Mount Lemmon Survey | —         | MPC                           |
| 346469     | 2008 TR151 | 9 out 2008  | Mount Lemmon      | Mount Lemmon Survey | —         | MPC                           |
| 346470     | 2008 TW158 | 10 out 2008 | Kitt Peak         | Spacewatch          | —         | MPC                           |
| 346471     | 2008 TA160 | 1 out 2008  | Charleston        | ARO                 | —         | MPC                           |
| 346472     | 2008 TH165 | 2 out 2008  | Kitt Peak         | Spacewatch          | —         | MPC                           |
| 346473     | 2008 TH168 | 1 out 2008  | Catalina          | CSS                 | —         | MPC                           |
| 346474     | 2008 TK180 | 2 out 2008  | Catalina          | CSS                 | —         | MPC                           |
| 346475     | 2008 TM182 | 1 out 2008  | Kitt Peak         | Spacewatch          | —         | MPC                           |
| 346476     | 2008 TJ183 | 2 out 2008  | Socorro           | LINEAR              | —         | MPC                           |
| 346477     | 2008 TO185 | 6 out 2008  | Mount Lemmon      | Mount Lemmon Survey | —         | MPC                           |
| 346478     | 2008 TN186 | 7 out 2008  | Mount Lemmon      | Mount Lemmon Survey | —         | MPC                           |
| 346479     | 2008 UG    | 17 out 2008 | Siding Spring     | SSS                 | —         | MPC                           |
| 346480     | 2008 UK1   | 20 out 2008 | Goodricke-Pigott  | R. A. Tucker        | —         | MPC                           |
| 346481     | 2008 UN5   | 25 out 2008 | Catalina          | CSS                 | —         | MPC                           |
| 346482     | 2008 UZ10  | 17 out 2008 | Kitt Peak         | Spacewatch          | —         | MPC                           |
| 346483     | 2008 UX29  | 20 out 2008 | Kitt Peak         | Spacewatch          | —         | MPC                           |
| 346484     | 2008 UH32  | 20 out 2008 | Kitt Peak         | Spacewatch          | —         | MPC                           |
| 346485     | 2008 UY38  | 20 out 2008 | Kitt Peak         | Spacewatch          | Koronis   | MPC                           |
| 346486     | 2008 UE40  | 22 set 2008 | Mount Lemmon      | Mount Lemmon Survey | —         | MPC                           |
| 346487     | 2008 UJ47  | 20 out 2008 | Kitt Peak         | Spacewatch          | —         | MPC                           |
| 346488     | 2008 UB48  | 20 out 2008 | Mount Lemmon      | Mount Lemmon Survey | Phocaea   | MPC                           |
| 346489     | 2008 UN52  | 20 out 2008 | Kitt Peak         | Spacewatch          | —         | MPC                           |
| 346490     | 2008 UD60  | 21 out 2008 | Kitt Peak         | Spacewatch          | —         | MPC                           |
| 346491     | 2008 UA62  | 21 out 2008 | Kitt Peak         | Spacewatch          | —         | MPC                           |
| 346492     | 2008 UJ67  | 24 fev 2006 | Mount Lemmon      | Mount Lemmon Survey | —         | MPC                           |
| 346493     | 2008 UK71  | 21 out 2008 | Mount Lemmon      | Mount Lemmon Survey | —         | MPC                           |
| 346494     | 2008 UH74  | 21 out 2008 | Kitt Peak         | Spacewatch          | —         | MPC                           |
| 346495     | 2008 UL75  | 21 out 2008 | Kitt Peak         | Spacewatch          | —         | MPC                           |
| 346496     | 2008 UW75  | 21 out 2008 | Kitt Peak         | Spacewatch          | —         | MPC                           |
| 346497     | 2008 UO76  | 21 out 2008 | Kitt Peak         | Spacewatch          | —         | MPC                           |
| 346498     | 2008 US78  | 22 out 2008 | Kitt Peak         | Spacewatch          | —         | MPC                           |
| 346499     | 2008 UF86  | 23 out 2008 | Kitt Peak         | Spacewatch          | —         | MPC                           |
| 346500     | 2008 UV86  | 23 out 2008 | Mount Lemmon      | Mount Lemmon Survey | —         | MPC                           |

## 346501–346600
| Designação | Designação | Descoberta  | Descoberta       | Descobridor(es)     | Categoria | Mais informações / Referência |
| Permanente | Provisória | Data        | Local            | Descobridor(es)     | Categoria | Mais informações / Referência |
| ---------- | ---------- | ----------- | ---------------- | ------------------- | --------- | ----------------------------- |
| 346501     | 2008 UL94  | 26 out 2008 | Socorro          | LINEAR              | —         | MPC                           |
| 346502     | 2008 UH95  | 28 out 2008 | Great Shefford   | P. Birtwhistle      | —         | MPC                           |
| 346503     | 2008 UO102 | 24 mar 2006 | Mount Lemmon     | Mount Lemmon Survey | —         | MPC                           |
| 346504     | 2008 UT105 | 21 out 2008 | Kitt Peak        | Spacewatch          | —         | MPC                           |
| 346505     | 2008 UC125 | 22 out 2008 | Kitt Peak        | Spacewatch          | —         | MPC                           |
| 346506     | 2008 UR126 | 22 out 2008 | Kitt Peak        | Spacewatch          | Brangane  | MPC                           |
| 346507     | 2008 UZ127 | 22 out 2008 | Kitt Peak        | Spacewatch          | —         | MPC                           |
| 346508     | 2008 UA131 | 23 out 2008 | Kitt Peak        | Spacewatch          | —         | MPC                           |
| 346509     | 2008 UZ131 | 23 out 2008 | Kitt Peak        | Spacewatch          | —         | MPC                           |
| 346510     | 2008 UJ132 | 23 out 2008 | Kitt Peak        | Spacewatch          | Mitidika  | MPC                           |
| 346511     | 2008 UK136 | 23 out 2008 | Kitt Peak        | Spacewatch          | —         | MPC                           |
| 346512     | 2008 UM142 | 23 out 2008 | Kitt Peak        | Spacewatch          | —         | MPC                           |
| 346513     | 2008 UL143 | 23 out 2008 | Kitt Peak        | Spacewatch          | —         | MPC                           |
| 346514     | 2008 UD149 | 23 out 2008 | Kitt Peak        | Spacewatch          | —         | MPC                           |
| 346515     | 2008 UM157 | 23 out 2008 | Kitt Peak        | Spacewatch          | —         | MPC                           |
| 346516     | 2008 UR158 | 23 out 2008 | Kitt Peak        | Spacewatch          | —         | MPC                           |
| 346517     | 2008 UQ160 | 23 out 2008 | Kitt Peak        | Spacewatch          | —         | MPC                           |
| 346518     | 2008 US162 | 24 out 2008 | Kitt Peak        | Spacewatch          | —         | MPC                           |
| 346519     | 2008 UT166 | 24 out 2008 | Kitt Peak        | Spacewatch          | —         | MPC                           |
| 346520     | 2008 UC169 | 24 out 2008 | Kitt Peak        | Spacewatch          | —         | MPC                           |
| 346521     | 2008 UP181 | 24 out 2008 | Mount Lemmon     | Mount Lemmon Survey | —         | MPC                           |
| 346522     | 2008 UA185 | 24 out 2008 | Kitt Peak        | Spacewatch          | —         | MPC                           |
| 346523     | 2008 UM185 | 24 out 2008 | Kitt Peak        | Spacewatch          | —         | MPC                           |
| 346524     | 2008 UB186 | 24 out 2008 | Mount Lemmon     | Mount Lemmon Survey | —         | MPC                           |
| 346525     | 2008 UR186 | 24 out 2008 | Kitt Peak        | Spacewatch          | —         | MPC                           |
| 346526     | 2008 UA187 | 24 out 2008 | Kitt Peak        | Spacewatch          | —         | MPC                           |
| 346527     | 2008 UV196 | 27 out 2008 | Mount Lemmon     | Mount Lemmon Survey | —         | MPC                           |
| 346528     | 2008 UM201 | 28 out 2008 | Socorro          | LINEAR              | —         | MPC                           |
| 346529     | 2008 UX204 | 25 out 2008 | Catalina         | CSS                 | —         | MPC                           |
| 346530     | 2008 UT223 | 25 out 2008 | Catalina         | CSS                 | —         | MPC                           |
| 346531     | 2008 UM225 | 25 out 2008 | Kitt Peak        | Spacewatch          | —         | MPC                           |
| 346532     | 2008 UH228 | 25 out 2008 | Kitt Peak        | Spacewatch          | —         | MPC                           |
| 346533     | 2008 UY239 | 26 out 2008 | Kitt Peak        | Spacewatch          | —         | MPC                           |
| 346534     | 2008 UE245 | 26 out 2008 | Kitt Peak        | Spacewatch          | —         | MPC                           |
| 346535     | 2008 UW247 | 26 out 2008 | Kitt Peak        | Spacewatch          | —         | MPC                           |
| 346536     | 2008 UO260 | 27 out 2008 | Mount Lemmon     | Mount Lemmon Survey | —         | MPC                           |
| 346537     | 2008 UD271 | 21 set 2008 | Mount Lemmon     | Mount Lemmon Survey | —         | MPC                           |
| 346538     | 2008 UJ273 | 17 nov 2004 | Campo Imperatore | CINEOS              | —         | MPC                           |
| 346539     | 2008 UR277 | 28 out 2008 | Mount Lemmon     | Mount Lemmon Survey | —         | MPC                           |
| 346540     | 2008 UK282 | 28 out 2008 | Kitt Peak        | Spacewatch          | —         | MPC                           |
| 346541     | 2008 UW284 | 28 out 2008 | Mount Lemmon     | Mount Lemmon Survey | —         | MPC                           |
| 346542     | 2008 UP288 | 28 out 2008 | Mount Lemmon     | Mount Lemmon Survey | —         | MPC                           |
| 346543     | 2008 UX289 | 28 out 2008 | Kitt Peak        | Spacewatch          | —         | MPC                           |
| 346544     | 2008 UE300 | 29 out 2008 | Kitt Peak        | Spacewatch          | —         | MPC                           |
| 346545     | 2008 UL302 | 29 out 2008 | Kitt Peak        | Spacewatch          | —         | MPC                           |
| 346546     | 2008 UM303 | 29 out 2008 | Kitt Peak        | Spacewatch          | —         | MPC                           |
| 346547     | 2008 UB304 | 29 out 2008 | Mount Lemmon     | Mount Lemmon Survey | —         | MPC                           |
| 346548     | 2008 UQ304 | 29 out 2008 | Kitt Peak        | Spacewatch          | —         | MPC                           |
| 346549     | 2008 UV314 | 30 out 2008 | Mount Lemmon     | Mount Lemmon Survey | Koronis   | MPC                           |
| 346550     | 2008 UQ324 | 31 out 2008 | Kitt Peak        | Spacewatch          | —         | MPC                           |
| 346551     | 2008 UJ325 | 31 out 2008 | Kitt Peak        | Spacewatch          | —         | MPC                           |
| 346552     | 2008 UA327 | 31 out 2008 | Mount Lemmon     | Mount Lemmon Survey | —         | MPC                           |
| 346553     | 2008 UL328 | 24 out 2008 | Catalina         | CSS                 | —         | MPC                           |
| 346554     | 2008 UK338 | 21 out 2008 | Kitt Peak        | Spacewatch          | —         | MPC                           |
| 346555     | 2008 UV340 | 24 out 2008 | Kitt Peak        | Spacewatch          | —         | MPC                           |
| 346556     | 2008 UW340 | 24 out 2008 | Catalina         | CSS                 | Phocaea   | MPC                           |
| 346557     | 2008 UM346 | 31 out 2008 | Mount Lemmon     | Mount Lemmon Survey | —         | MPC                           |
| 346558     | 2008 UZ353 | 21 out 2008 | Mount Lemmon     | Mount Lemmon Survey | —         | MPC                           |
| 346559     | 2008 UM354 | 27 out 2008 | Mount Lemmon     | Mount Lemmon Survey | —         | MPC                           |
| 346560     | 2008 UP355 | 25 out 2008 | Mount Lemmon     | Mount Lemmon Survey | —         | MPC                           |
| 346561     | 2008 UH357 | 24 out 2008 | Kitt Peak        | Spacewatch          | —         | MPC                           |
| 346562     | 2008 UX365 | 24 out 2008 | Catalina         | CSS                 | —         | MPC                           |
| 346563     | 2008 UO368 | 24 out 2008 | Mount Lemmon     | Mount Lemmon Survey | —         | MPC                           |
| 346564     | 2008 UY368 | 26 out 2008 | Mount Lemmon     | Mount Lemmon Survey | —         | MPC                           |
| 346565     | 2008 VF1   | 1 nov 2008  | Socorro          | LINEAR              | —         | MPC                           |
| 346566     | 2008 VF9   | 2 nov 2008  | Mount Lemmon     | Mount Lemmon Survey | —         | MPC                           |
| 346567     | 2008 VH15  | 30 jul 2008 | Mount Lemmon     | Mount Lemmon Survey | —         | MPC                           |
| 346568     | 2008 VZ17  | 1 nov 2008  | Kitt Peak        | Spacewatch          | —         | MPC                           |
| 346569     | 2008 VF19  | 1 nov 2008  | Kitt Peak        | Spacewatch          | —         | MPC                           |
| 346570     | 2008 VB23  | 1 nov 2008  | Mount Lemmon     | Mount Lemmon Survey | —         | MPC                           |
| 346571     | 2008 VX25  | 2 nov 2008  | Kitt Peak        | Spacewatch          | —         | MPC                           |
| 346572     | 2008 VT34  | 2 nov 2008  | Mount Lemmon     | Mount Lemmon Survey | —         | MPC                           |
| 346573     | 2008 VG47  | 3 nov 2008  | Kitt Peak        | Spacewatch          | —         | MPC                           |
| 346574     | 2008 VR47  | 3 nov 2008  | Mount Lemmon     | Mount Lemmon Survey | —         | MPC                           |
| 346575     | 2008 VD48  | 29 set 2008 | Mount Lemmon     | Mount Lemmon Survey | —         | MPC                           |
| 346576     | 2008 VJ51  | 7 set 2008  | Mount Lemmon     | Mount Lemmon Survey | —         | MPC                           |
| 346577     | 2008 VJ57  | 22 set 2008 | Mount Lemmon     | Mount Lemmon Survey | —         | MPC                           |
| 346578     | 2008 VK59  | 7 nov 2008  | Catalina         | CSS                 | Mitidika  | MPC                           |
| 346579     | 2008 VJ60  | 7 nov 2008  | Mount Lemmon     | Mount Lemmon Survey | —         | MPC                           |
| 346580     | 2008 VA65  | 1 nov 2008  | Kitt Peak        | Spacewatch          | —         | MPC                           |
| 346581     | 2008 VQ65  | 9 nov 2008  | Kitt Peak        | Spacewatch          | —         | MPC                           |
| 346582     | 2008 VO68  | 2 nov 2008  | Mount Lemmon     | Mount Lemmon Survey | —         | MPC                           |
| 346583     | 2008 VP68  | 8 nov 2008  | Mount Lemmon     | Mount Lemmon Survey | —         | MPC                           |
| 346584     | 2008 VB74  | 7 nov 2008  | Mount Lemmon     | Mount Lemmon Survey | —         | MPC                           |
| 346585     | 2008 VH76  | 1 nov 2008  | Mount Lemmon     | Mount Lemmon Survey | —         | MPC                           |
| 346586     | 2008 VU76  | 1 nov 2008  | Kitt Peak        | Spacewatch          | Phocaea   | MPC                           |
| 346587     | 2008 VG78  | 7 nov 2008  | Mount Lemmon     | Mount Lemmon Survey | —         | MPC                           |
| 346588     | 2008 VM78  | 7 nov 2008  | Mount Lemmon     | Mount Lemmon Survey | —         | MPC                           |
| 346589     | 2008 VC79  | 9 nov 2008  | Mount Lemmon     | Mount Lemmon Survey | —         | MPC                           |
| 346590     | 2008 VM79  | 7 nov 2008  | Mount Lemmon     | Mount Lemmon Survey | —         | MPC                           |
| 346591     | 2008 VW79  | 6 nov 2008  | Socorro          | LINEAR              | —         | MPC                           |
| 346592     | 2008 VE80  | 2 nov 2008  | Mount Lemmon     | Mount Lemmon Survey | —         | MPC                           |
| 346593     | 2008 WJ1   | 17 nov 2008 | Kitt Peak        | Spacewatch          | —         | MPC                           |
| 346594     | 2008 WD8   | 17 nov 2008 | Kitt Peak        | Spacewatch          | —         | MPC                           |
| 346595     | 2008 WH8   | 17 nov 2008 | Kitt Peak        | Spacewatch          | Mitidika  | MPC                           |
| 346596     | 2008 WC9   | 17 nov 2008 | Kitt Peak        | Spacewatch          | —         | MPC                           |
| 346597     | 2008 WU15  | 17 nov 2008 | Kitt Peak        | Spacewatch          | —         | MPC                           |
| 346598     | 2008 WZ21  | 18 nov 2008 | La Sagra         | Mallorca Obs.       | —         | MPC                           |
| 346599     | 2008 WW24  | 18 nov 2008 | Catalina         | CSS                 | —         | MPC                           |
| 346600     | 2008 WX24  | 18 nov 2008 | Catalina         | CSS                 | —         | MPC                           |

## 346601–346700
| Designação | Designação | Descoberta  | Descoberta       | Descobridor(es)     | Categoria | Mais informações / Referência |
| Permanente | Provisória | Data        | Local            | Descobridor(es)     | Categoria | Mais informações / Referência |
| ---------- | ---------- | ----------- | ---------------- | ------------------- | --------- | ----------------------------- |
| 346601     | 2008 WE32  | 19 nov 2008 | Mount Lemmon     | Mount Lemmon Survey | —         | MPC                           |
| 346602     | 2008 WO32  | 1 nov 2008  | Mount Lemmon     | Mount Lemmon Survey | —         | MPC                           |
| 346603     | 2008 WH35  | 17 nov 2008 | Kitt Peak        | Spacewatch          | —         | MPC                           |
| 346604     | 2008 WY42  | 17 nov 2008 | Kitt Peak        | Spacewatch          | —         | MPC                           |
| 346605     | 2008 WR46  | 17 nov 2008 | Kitt Peak        | Spacewatch          | —         | MPC                           |
| 346606     | 2008 WR58  | 30 set 2008 | Mount Lemmon     | Mount Lemmon Survey | —         | MPC                           |
| 346607     | 2008 WG60  | 21 nov 2008 | Socorro          | LINEAR              | —         | MPC                           |
| 346608     | 2008 WC63  | 20 nov 2008 | Socorro          | LINEAR              | Phocaea   | MPC                           |
| 346609     | 2008 WD64  | 18 nov 2008 | Catalina         | CSS                 | —         | MPC                           |
| 346610     | 2008 WN68  | 18 nov 2008 | Kitt Peak        | Spacewatch          | —         | MPC                           |
| 346611     | 2008 WD73  | 19 nov 2008 | Mount Lemmon     | Mount Lemmon Survey | —         | MPC                           |
| 346612     | 2008 WF75  | 20 nov 2008 | Kitt Peak        | Spacewatch          | —         | MPC                           |
| 346613     | 2008 WB81  | 20 nov 2008 | Kitt Peak        | Spacewatch          | —         | MPC                           |
| 346614     | 2008 WG84  | 20 nov 2008 | Kitt Peak        | Spacewatch          | —         | MPC                           |
| 346615     | 2008 WQ84  | 20 nov 2008 | Kitt Peak        | Spacewatch          | —         | MPC                           |
| 346616     | 2008 WG90  | 22 nov 2008 | Kitt Peak        | Spacewatch          | Phocaea   | MPC                           |
| 346617     | 2008 WK90  | 22 nov 2008 | Mount Lemmon     | Mount Lemmon Survey | —         | MPC                           |
| 346618     | 2008 WH92  | 7 nov 2008  | Charleston       | ARO                 | —         | MPC                           |
| 346619     | 2008 WA93  | 26 nov 2008 | La Sagra         | Mallorca Obs.       | —         | MPC                           |
| 346620     | 2008 WE95  | 21 nov 2008 | Cerro Burek      | Alianza S4 Obs.     | —         | MPC                           |
| 346621     | 2008 WM95  | 23 nov 2008 | Socorro          | LINEAR              | —         | MPC                           |
| 346622     | 2008 WS99  | 24 nov 2008 | Mount Lemmon     | Mount Lemmon Survey | —         | MPC                           |
| 346623     | 2008 WU100 | 24 nov 2008 | Mount Lemmon     | Mount Lemmon Survey | —         | MPC                           |
| 346624     | 2008 WS109 | 30 nov 2008 | Kitt Peak        | Spacewatch          | —         | MPC                           |
| 346625     | 2008 WK112 | 30 nov 2008 | Kitt Peak        | Spacewatch          | —         | MPC                           |
| 346626     | 2008 WJ113 | 30 nov 2008 | Kitt Peak        | Spacewatch          | —         | MPC                           |
| 346627     | 2008 WC124 | 19 nov 2008 | Mount Lemmon     | Mount Lemmon Survey | —         | MPC                           |
| 346628     | 2008 WD125 | 24 nov 2008 | Kitt Peak        | Spacewatch          | —         | MPC                           |
| 346629     | 2008 WO128 | 24 nov 2008 | Kitt Peak        | Spacewatch          | —         | MPC                           |
| 346630     | 2008 WC132 | 9 dez 2004  | Kitt Peak        | Spacewatch          | —         | MPC                           |
| 346631     | 2008 WK133 | 19 nov 2008 | Kitt Peak        | Spacewatch          | Phocaea   | MPC                           |
| 346632     | 2008 WX135 | 19 nov 2008 | Kitt Peak        | Spacewatch          | —         | MPC                           |
| 346633     | 2008 WD136 | 19 nov 2008 | Kitt Peak        | Spacewatch          | —         | MPC                           |
| 346634     | 2008 WW137 | 24 nov 2008 | Kitt Peak        | Spacewatch          | —         | MPC                           |
| 346635     | 2008 WS138 | 19 nov 2008 | Kitt Peak        | Spacewatch          | —         | MPC                           |
| 346636     | 2008 WW139 | 30 nov 2008 | Kitt Peak        | Spacewatch          | —         | MPC                           |
| 346637     | 2008 WZ140 | 19 nov 2008 | Mount Lemmon     | Mount Lemmon Survey | —         | MPC                           |
| 346638     | 2008 XH3   | 6 dez 2008  | Bisei SG Center  | BATTeRS             | —         | MPC                           |
| 346639     | 2008 XN4   | 7 out 2008  | Socorro          | LINEAR              | Eos       | MPC                           |
| 346640     | 2008 XR8   | 1 dez 2008  | Mount Lemmon     | Mount Lemmon Survey | —         | MPC                           |
| 346641     | 2008 XD12  | 2 dez 2008  | Mount Lemmon     | Mount Lemmon Survey | —         | MPC                           |
| 346642     | 2008 XQ14  | 24 set 2008 | Mount Lemmon     | Mount Lemmon Survey | —         | MPC                           |
| 346643     | 2008 XV14  | 1 dez 2008  | Kitt Peak        | Spacewatch          | —         | MPC                           |
| 346644     | 2008 XC22  | 1 dez 2008  | Mount Lemmon     | Mount Lemmon Survey | —         | MPC                           |
| 346645     | 2008 XS29  | 1 dez 2008  | Kitt Peak        | Spacewatch          | —         | MPC                           |
| 346646     | 2008 XN35  | 2 dez 2008  | Kitt Peak        | Spacewatch          | —         | MPC                           |
| 346647     | 2008 XD40  | 22 nov 2008 | Kitt Peak        | Spacewatch          | —         | MPC                           |
| 346648     | 2008 XQ45  | 4 dez 2008  | Sandlot          | G. Hug              | —         | MPC                           |
| 346649     | 2008 XU49  | 7 dez 2008  | Mount Lemmon     | Mount Lemmon Survey | —         | MPC                           |
| 346650     | 2008 XR51  | 1 dez 2008  | Kitt Peak        | Spacewatch          | —         | MPC                           |
| 346651     | 2008 XO54  | 2 dez 2008  | Socorro          | LINEAR              | —         | MPC                           |
| 346652     | 2008 XA55  | 6 dez 2008  | Socorro          | LINEAR              | —         | MPC                           |
| 346653     | 2008 XC55  | 6 dez 2008  | Kitt Peak        | Spacewatch          | —         | MPC                           |
| 346654     | 2008 YT    | 19 dez 2008 | Calar Alto       | F. Hormuth          | —         | MPC                           |
| 346655     | 2008 YD1   | 16 jan 2005 | Socorro          | LINEAR              | —         | MPC                           |
| 346656     | 2008 YH1   | 28 set 2003 | Kitt Peak        | Spacewatch          | —         | MPC                           |
| 346657     | 2008 YW2   | 22 dez 2008 | Mayhill          | A. Lowe             | —         | MPC                           |
| 346658     | 2008 YA7   | 23 dez 2008 | Dauban           | F. Kugel            | —         | MPC                           |
| 346659     | 2008 YZ7   | 22 dez 2008 | La Sagra         | Mallorca Obs.       | —         | MPC                           |
| 346660     | 2008 YT11  | 21 dez 2008 | Catalina         | CSS                 | —         | MPC                           |
| 346661     | 2008 YW13  | 20 dez 2008 | Mount Lemmon     | Mount Lemmon Survey | —         | MPC                           |
| 346662     | 2008 YG14  | 20 dez 2008 | Lulin            | LUSS                | —         | MPC                           |
| 346663     | 2008 YH17  | 21 dez 2008 | Mount Lemmon     | Mount Lemmon Survey | —         | MPC                           |
| 346664     | 2008 YN18  | 21 dez 2008 | Kitt Peak        | Spacewatch          | —         | MPC                           |
| 346665     | 2008 YH21  | 21 dez 2008 | Mount Lemmon     | Mount Lemmon Survey | —         | MPC                           |
| 346666     | 2008 YK22  | 21 dez 2008 | Mount Lemmon     | Mount Lemmon Survey | —         | MPC                           |
| 346667     | 2008 YS25  | 25 mai 2007 | Mount Lemmon     | Mount Lemmon Survey | —         | MPC                           |
| 346668     | 2008 YP26  | 24 dez 2008 | Dauban           | F. Kugel            | —         | MPC                           |
| 346669     | 2008 YE27  | 22 dez 2008 | Socorro          | LINEAR              | —         | MPC                           |
| 346670     | 2008 YF27  | 22 dez 2008 | Socorro          | LINEAR              | Phocaea   | MPC                           |
| 346671     | 2008 YH28  | 29 dez 2008 | Mayhill          | A. Lowe             | —         | MPC                           |
| 346672     | 2008 YL29  | 27 dez 2008 | Bisei SG Center  | BATTeRS             | —         | MPC                           |
| 346673     | 2008 YO32  | 30 dez 2008 | Purple Mountain  | PMO NEO             | —         | MPC                           |
| 346674     | 2008 YN33  | 29 dez 2008 | Dauban           | F. Kugel            | —         | MPC                           |
| 346675     | 2008 YM34  | 31 dez 2008 | Bergisch Gladbac | W. Bickel           | —         | MPC                           |
| 346676     | 2008 YT34  | 27 dez 2008 | Bergisch Gladbac | W. Bickel           | —         | MPC                           |
| 346677     | 2008 YK36  | 22 dez 2008 | Kitt Peak        | Spacewatch          | —         | MPC                           |
| 346678     | 2008 YS38  | 29 dez 2008 | Catalina         | CSS                 | Eos       | MPC                           |
| 346679     | 2008 YN39  | 29 dez 2008 | Mount Lemmon     | Mount Lemmon Survey | Phocaea   | MPC                           |
| 346680     | 2008 YV40  | 30 dez 2008 | Kitt Peak        | Spacewatch          | —         | MPC                           |
| 346681     | 2008 YG50  | 29 dez 2008 | Mount Lemmon     | Mount Lemmon Survey | —         | MPC                           |
| 346682     | 2008 YR63  | 30 dez 2008 | Mount Lemmon     | Mount Lemmon Survey | —         | MPC                           |
| 346683     | 2008 YL78  | 30 dez 2008 | Mount Lemmon     | Mount Lemmon Survey | —         | MPC                           |
| 346684     | 2008 YU78  | 30 dez 2008 | Mount Lemmon     | Mount Lemmon Survey | Brangane  | MPC                           |
| 346685     | 2008 YF82  | 24 ago 2007 | Kitt Peak        | Spacewatch          | —         | MPC                           |
| 346686     | 2008 YJ83  | 31 dez 2008 | Kitt Peak        | Spacewatch          | —         | MPC                           |
| 346687     | 2008 YY84  | 27 dez 2008 | Bergisch Gladbac | W. Bickel           | —         | MPC                           |
| 346688     | 2008 YJ109 | 29 dez 2008 | Kitt Peak        | Spacewatch          | —         | MPC                           |
| 346689     | 2008 YT110 | 31 dez 2008 | Kitt Peak        | Spacewatch          | —         | MPC                           |
| 346690     | 2008 YE113 | 31 dez 2008 | Catalina         | CSS                 | —         | MPC                           |
| 346691     | 2008 YA114 | 29 dez 2008 | Kitt Peak        | Spacewatch          | Themis    | MPC                           |
| 346692     | 2008 YU120 | 30 dez 2008 | Kitt Peak        | Spacewatch          | —         | MPC                           |
| 346693     | 2008 YH121 | 30 dez 2008 | Kitt Peak        | Spacewatch          | —         | MPC                           |
| 346694     | 2008 YZ121 | 30 dez 2008 | Mount Lemmon     | Mount Lemmon Survey | —         | MPC                           |
| 346695     | 2008 YC123 | 30 dez 2008 | Kitt Peak        | Spacewatch          | —         | MPC                           |
| 346696     | 2008 YG123 | 30 dez 2008 | Kitt Peak        | Spacewatch          | —         | MPC                           |
| 346697     | 2008 YG124 | 30 dez 2008 | Kitt Peak        | Spacewatch          | —         | MPC                           |
| 346698     | 2008 YN134 | 30 dez 2008 | Kitt Peak        | Spacewatch          | —         | MPC                           |
| 346699     | 2008 YO138 | 30 dez 2008 | Kitt Peak        | Spacewatch          | —         | MPC                           |
| 346700     | 2008 YT138 | 30 dez 2008 | Mount Lemmon     | Mount Lemmon Survey | —         | MPC                           |

## 346701–346800
| Designação | Designação | Descoberta  | Descoberta      | Descobridor(es)     | Categoria | Mais informações / Referência |
| Permanente | Provisória | Data        | Local           | Descobridor(es)     | Categoria | Mais informações / Referência |
| ---------- | ---------- | ----------- | --------------- | ------------------- | --------- | ----------------------------- |
| 346701     | 2008 YM144 | 30 dez 2008 | Kitt Peak       | Spacewatch          | —         | MPC                           |
| 346702     | 2008 YB151 | 22 dez 2008 | Mount Lemmon    | Mount Lemmon Survey | —         | MPC                           |
| 346703     | 2008 YE155 | 22 dez 2008 | Kitt Peak       | Spacewatch          | —         | MPC                           |
| 346704     | 2008 YD156 | 29 dez 2008 | Mount Lemmon    | Mount Lemmon Survey | —         | MPC                           |
| 346705     | 2008 YA159 | 30 dez 2008 | Mount Lemmon    | Mount Lemmon Survey | —         | MPC                           |
| 346706     | 2008 YO159 | 31 dez 2008 | Kitt Peak       | Spacewatch          | —         | MPC                           |
| 346707     | 2008 YU159 | 22 dez 2008 | Catalina        | CSS                 | —         | MPC                           |
| 346708     | 2008 YT162 | 22 dez 2008 | Kitt Peak       | Spacewatch          | —         | MPC                           |
| 346709     | 2008 YL165 | 22 dez 2008 | Mount Lemmon    | Mount Lemmon Survey | —         | MPC                           |
| 346710     | 2008 YZ166 | 19 dez 2008 | Socorro         | LINEAR              | —         | MPC                           |
| 346711     | 2008 YB167 | 20 dez 2008 | Socorro         | LINEAR              | —         | MPC                           |
| 346712     | 2008 YC169 | 22 dez 2008 | Kitt Peak       | Spacewatch          | —         | MPC                           |
| 346713     | 2008 YK169 | 29 dez 2008 | Mount Lemmon    | Mount Lemmon Survey | —         | MPC                           |
| 346714     | 2008 YU169 | 31 dez 2008 | Mount Lemmon    | Mount Lemmon Survey | Brangane  | MPC                           |
| 346715     | 2008 YN172 | 29 dez 2008 | Catalina        | CSS                 | —         | MPC                           |
| 346716     | 2009 AW    | 2 jan 2009  | Mayhill         | A. Lowe             | —         | MPC                           |
| 346717     | 2009 AB1   | 1 jan 2009  | Dauban          | F. Kugel            | —         | MPC                           |
| 346718     | 2009 AL6   | 1 jan 2009  | Kitt Peak       | Spacewatch          | —         | MPC                           |
| 346719     | 2009 AO12  | 2 jan 2009  | Mount Lemmon    | Mount Lemmon Survey | —         | MPC                           |
| 346720     | 2009 AX14  | 2 jan 2009  | Mount Lemmon    | Mount Lemmon Survey | —         | MPC                           |
| 346721     | 2009 AP15  | 14 jan 2009 | Weihai          | Shandong University | —         | MPC                           |
| 346722     | 2009 AH17  | 1 jan 2009  | Kitt Peak       | Spacewatch          | —         | MPC                           |
| 346723     | 2009 AJ17  | 1 jan 2009  | Kitt Peak       | Spacewatch          | —         | MPC                           |
| 346724     | 2009 AT18  | 2 jan 2009  | Kitt Peak       | Spacewatch          | —         | MPC                           |
| 346725     | 2009 AU21  | 3 jan 2009  | Kitt Peak       | Spacewatch          | —         | MPC                           |
| 346726     | 2009 AN22  | 11 set 2007 | Mount Lemmon    | Mount Lemmon Survey | —         | MPC                           |
| 346727     | 2009 AU23  | 3 jan 2009  | Kitt Peak       | Spacewatch          | Eos       | MPC                           |
| 346728     | 2009 AZ25  | 2 jan 2009  | Kitt Peak       | Spacewatch          | —         | MPC                           |
| 346729     | 2009 AK26  | 2 jan 2009  | Kitt Peak       | Spacewatch          | —         | MPC                           |
| 346730     | 2009 AA27  | 2 jan 2009  | Kitt Peak       | Spacewatch          | —         | MPC                           |
| 346731     | 2009 AY30  | 15 jan 2009 | Kitt Peak       | Spacewatch          | —         | MPC                           |
| 346732     | 2009 AX33  | 15 jan 2009 | Kitt Peak       | Spacewatch          | —         | MPC                           |
| 346733     | 2009 AH46  | 8 jan 2009  | Kitt Peak       | Spacewatch          | —         | MPC                           |
| 346734     | 2009 AM49  | 1 jan 2009  | Kitt Peak       | Spacewatch          | —         | MPC                           |
| 346735     | 2009 AV50  | 15 jan 2009 | Kitt Peak       | Spacewatch          | —         | MPC                           |
| 346736     | 2009 BQ3   | 31 out 2002 | Palomar         | NEAT                | —         | MPC                           |
| 346737     | 2009 BX3   | 18 jan 2009 | Socorro         | LINEAR              | —         | MPC                           |
| 346738     | 2009 BA4   | 18 jan 2009 | Socorro         | LINEAR              | —         | MPC                           |
| 346739     | 2009 BE5   | 17 jan 2009 | Dauban          | F. Kugel            | —         | MPC                           |
| 346740     | 2009 BX5   | 18 jan 2009 | Sandlot         | G. Hug              | —         | MPC                           |
| 346741     | 2009 BP7   | 18 jan 2009 | Socorro         | LINEAR              | —         | MPC                           |
| 346742     | 2009 BL8   | 17 jan 2009 | Socorro         | LINEAR              | —         | MPC                           |
| 346743     | 2009 BJ12  | 25 jan 2009 | Gaisberg        | R. Gierlinger       | —         | MPC                           |
| 346744     | 2009 BS14  | 16 jan 2009 | Kitt Peak       | Spacewatch          | —         | MPC                           |
| 346745     | 2009 BD15  | 16 jan 2009 | Kitt Peak       | Spacewatch          | —         | MPC                           |
| 346746     | 2009 BG16  | 16 jan 2009 | Mount Lemmon    | Mount Lemmon Survey | —         | MPC                           |
| 346747     | 2009 BX16  | 16 jan 2009 | Kitt Peak       | Spacewatch          | —         | MPC                           |
| 346748     | 2009 BF17  | 13 set 2007 | Mount Lemmon    | Mount Lemmon Survey | —         | MPC                           |
| 346749     | 2009 BX18  | 16 jan 2009 | Mount Lemmon    | Mount Lemmon Survey | —         | MPC                           |
| 346750     | 2009 BM23  | 17 jan 2009 | Kitt Peak       | Spacewatch          | —         | MPC                           |
| 346751     | 2009 BR27  | 16 jan 2009 | Kitt Peak       | Spacewatch          | —         | MPC                           |
| 346752     | 2009 BS28  | 16 jan 2009 | Kitt Peak       | Spacewatch          | Themis    | MPC                           |
| 346753     | 2009 BX31  | 16 jan 2009 | Kitt Peak       | Spacewatch          | —         | MPC                           |
| 346754     | 2009 BW34  | 16 jan 2009 | Kitt Peak       | Spacewatch          | —         | MPC                           |
| 346755     | 2009 BF35  | 16 jan 2009 | Kitt Peak       | Spacewatch          | —         | MPC                           |
| 346756     | 2009 BX37  | 16 jan 2009 | Kitt Peak       | Spacewatch          | —         | MPC                           |
| 346757     | 2009 BD41  | 16 jan 2009 | Kitt Peak       | Spacewatch          | —         | MPC                           |
| 346758     | 2009 BY43  | 16 jan 2009 | Kitt Peak       | Spacewatch          | —         | MPC                           |
| 346759     | 2009 BV46  | 16 jan 2009 | Kitt Peak       | Spacewatch          | Brangane  | MPC                           |
| 346760     | 2009 BB55  | 16 jan 2009 | Mount Lemmon    | Mount Lemmon Survey | —         | MPC                           |
| 346761     | 2009 BH57  | 18 jan 2009 | Kitt Peak       | Spacewatch          | —         | MPC                           |
| 346762     | 2009 BG62  | 18 jan 2009 | Mount Lemmon    | Mount Lemmon Survey | —         | MPC                           |
| 346763     | 2009 BZ73  | 16 jan 2009 | Purple Mountain | PMO NEO             | —         | MPC                           |
| 346764     | 2009 BE74  | 17 jan 2009 | Kitt Peak       | Spacewatch          | —         | MPC                           |
| 346765     | 2009 BF74  | 17 jan 2009 | Kitt Peak       | Spacewatch          | —         | MPC                           |
| 346766     | 2009 BN74  | 18 jan 2009 | Catalina        | CSS                 | Flora     | MPC                           |
| 346767     | 2009 BS74  | 18 jan 2009 | Purple Mountain | PMO NEO             | —         | MPC                           |
| 346768     | 2009 BQ79  | 30 jan 2009 | Socorro         | LINEAR              | —         | MPC                           |
| 346769     | 2009 BY84  | 1 jan 2009  | Kitt Peak       | Spacewatch          | —         | MPC                           |
| 346770     | 2009 BE85  | 22 dez 2008 | Kitt Peak       | Spacewatch          | —         | MPC                           |
| 346771     | 2009 BH85  | 25 jan 2009 | Kitt Peak       | Spacewatch          | —         | MPC                           |
| 346772     | 2009 BR86  | 25 jan 2009 | Kitt Peak       | Spacewatch          | Eos       | MPC                           |
| 346773     | 2009 BP93  | 25 jan 2009 | Kitt Peak       | Spacewatch          | —         | MPC                           |
| 346774     | 2009 BS95  | 26 jan 2009 | Mount Lemmon    | Mount Lemmon Survey | —         | MPC                           |
| 346775     | 2009 BT95  | 26 jan 2009 | Mount Lemmon    | Mount Lemmon Survey | —         | MPC                           |
| 346776     | 2009 BX99  | 28 jan 2009 | Catalina        | CSS                 | —         | MPC                           |
| 346777     | 2009 BL111 | 28 jan 2009 | Catalina        | CSS                 | —         | MPC                           |
| 346778     | 2009 BP113 | 26 jan 2009 | Kitt Peak       | Spacewatch          | —         | MPC                           |
| 346779     | 2009 BU114 | 26 jan 2009 | Kitt Peak       | Spacewatch          | —         | MPC                           |
| 346780     | 2009 BY120 | 31 jan 2009 | Kitt Peak       | Spacewatch          | —         | MPC                           |
| 346781     | 2009 BW122 | 31 jan 2009 | Kitt Peak       | Spacewatch          | —         | MPC                           |
| 346782     | 2009 BC123 | 20 jan 2009 | Kitt Peak       | Spacewatch          | Ursula    | MPC                           |
| 346783     | 2009 BU128 | 29 jan 2009 | Mount Lemmon    | Mount Lemmon Survey | —         | MPC                           |
| 346784     | 2009 BQ130 | 31 jan 2009 | Mount Lemmon    | Mount Lemmon Survey | Brangane  | MPC                           |
| 346785     | 2009 BX132 | 31 jan 2009 | Kitt Peak       | Spacewatch          | —         | MPC                           |
| 346786     | 2009 BQ138 | 29 jan 2009 | Kitt Peak       | Spacewatch          | —         | MPC                           |
| 346787     | 2009 BV141 | 30 jan 2009 | Kitt Peak       | Spacewatch          | —         | MPC                           |
| 346788     | 2009 BZ144 | 30 jan 2009 | Kitt Peak       | Spacewatch          | Brangane  | MPC                           |
| 346789     | 2009 BC145 | 30 jan 2009 | Kitt Peak       | Spacewatch          | —         | MPC                           |
| 346790     | 2009 BJ146 | 30 jan 2009 | Mount Lemmon    | Mount Lemmon Survey | Brangane  | MPC                           |
| 346791     | 2009 BV149 | 31 jan 2009 | Kitt Peak       | Spacewatch          | —         | MPC                           |
| 346792     | 2009 BG153 | 31 jan 2009 | Kitt Peak       | Spacewatch          | Themis    | MPC                           |
| 346793     | 2009 BF155 | 31 jan 2009 | Kitt Peak       | Spacewatch          | —         | MPC                           |
| 346794     | 2009 BC157 | 31 jan 2009 | Kitt Peak       | Spacewatch          | —         | MPC                           |
| 346795     | 2009 BV157 | 31 jan 2009 | Kitt Peak       | Spacewatch          | —         | MPC                           |
| 346796     | 2009 BX158 | 31 jan 2009 | Kitt Peak       | Spacewatch          | —         | MPC                           |
| 346797     | 2009 BJ173 | 20 jan 2009 | Kitt Peak       | Spacewatch          | Themis    | MPC                           |
| 346798     | 2009 BM174 | 25 jan 2009 | Kitt Peak       | Spacewatch          | —         | MPC                           |
| 346799     | 2009 BQ174 | 25 jan 2009 | Kitt Peak       | Spacewatch          | —         | MPC                           |
| 346800     | 2009 BE175 | 26 jan 2009 | Purple Mountain | PMO NEO             | Brangane  | MPC                           |

## 346801–346900
| Designação        | Designação | Descoberta  | Descoberta           | Descobridor(es)           | Categoria | Mais informações / Referência |
| Permanente        | Provisória | Data        | Local                | Descobridor(es)           | Categoria | Mais informações / Referência |
| ----------------- | ---------- | ----------- | -------------------- | ------------------------- | --------- | ----------------------------- |
| 346801            | 2009 BP176 | 31 jan 2009 | Kitt Peak            | Spacewatch                | —         | MPC                           |
| 346802            | 2009 BZ177 | 31 jan 2009 | Mount Lemmon         | Mount Lemmon Survey       | —         | MPC                           |
| 346803            | 2009 BK181 | 18 jan 2009 | Catalina             | CSS                       | —         | MPC                           |
| 346804            | 2009 BF183 | 25 jan 2009 | Catalina             | CSS                       | —         | MPC                           |
| 346805            | 2009 CH2   | 2 fev 2009  | Moletai              | K. Černis, J. Zdanavičius | —         | MPC                           |
| 346806            | 2009 CL15  | 3 fev 2009  | Kitt Peak            | Spacewatch                | Ursula    | MPC                           |
| 346807            | 2009 CZ19  | 15 fev 2009 | Calar Alto           | F. Hormuth                | —         | MPC                           |
| 346808            | 2009 CK30  | 1 fev 2009  | Kitt Peak            | Spacewatch                | —         | MPC                           |
| 346809            | 2009 CD35  | 2 fev 2009  | Mount Lemmon         | Mount Lemmon Survey       | —         | MPC                           |
| 346810            | 2009 CD40  | 13 fev 2009 | Vallemare di Borbona | V. S. Casulli             | —         | MPC                           |
| 346811            | 2009 CF40  | 14 fev 2009 | Catalina             | CSS                       | —         | MPC                           |
| 346812            | 2009 CK40  | 13 fev 2009 | Kitt Peak            | Spacewatch                | —         | MPC                           |
| 346813            | 2009 CN40  | 13 fev 2009 | Kitt Peak            | Spacewatch                | —         | MPC                           |
| 346814            | 2009 CG49  | 14 fev 2009 | Mount Lemmon         | Mount Lemmon Survey       | —         | MPC                           |
| 346815            | 2009 CE50  | 14 fev 2009 | La Sagra             | Mallorca Obs.             | —         | MPC                           |
| 346816            | 2009 CV51  | 14 fev 2009 | Mount Lemmon         | Mount Lemmon Survey       | —         | MPC                           |
| 346817            | 2009 CG53  | 15 fev 2009 | Catalina             | CSS                       | —         | MPC                           |
| 346818            | 2009 CO57  | 2 fev 2009  | Kitt Peak            | Spacewatch                | —         | MPC                           |
| 346819            | 2009 CQ57  | 2 fev 2009  | Kitt Peak            | Spacewatch                | —         | MPC                           |
| 346820            | 2009 CA59  | 5 fev 2009  | Kitt Peak            | Spacewatch                | Ursula    | MPC                           |
| 346821            | 2009 CD60  | 26 mai 2006 | Mount Lemmon         | Mount Lemmon Survey       | —         | MPC                           |
| 346822            | 2009 CO62  | 5 fev 2009  | Kitt Peak            | Spacewatch                | —         | MPC                           |
| 346823            | 2009 CD64  | 2 fev 2009  | Kitt Peak            | Spacewatch                | —         | MPC                           |
| 346824            | 2009 CZ64  | 3 fev 2009  | Mount Lemmon         | Mount Lemmon Survey       | Brangane  | MPC                           |
| 346825            | 2009 CM65  | 5 fev 2009  | Kitt Peak            | Spacewatch                | —         | MPC                           |
| 346826            | 2009 DT1   | 16 fev 2009 | Dauban               | F. Kugel                  | —         | MPC                           |
| 346827            | 2009 DL3   | 19 fev 2009 | Sierra Stars         | F. Tozzi                  | —         | MPC                           |
| 346828            | 2009 DW3   | 18 fev 2009 | Socorro              | LINEAR                    | —         | MPC                           |
| 346829            | 2009 DT4   | 19 fev 2009 | Mayhill              | A. Lowe                   | —         | MPC                           |
| 346830            | 2009 DY9   | 19 fev 2009 | Socorro              | LINEAR                    | —         | MPC                           |
| 346831            | 2009 DE12  | 21 fev 2009 | Cordell-Lorenz       | D. T. Durig               | —         | MPC                           |
| 346832            | 2009 DS12  | 16 fev 2009 | Kitt Peak            | Spacewatch                | —         | MPC                           |
| 346833            | 2009 DT15  | 16 fev 2009 | La Sagra             | Mallorca Obs.             | —         | MPC                           |
| 346834            | 2009 DM16  | 17 fev 2009 | La Sagra             | Mallorca Obs.             | —         | MPC                           |
| 346835            | 2009 DH27  | 22 fev 2009 | Calar Alto           | F. Hormuth                | —         | MPC                           |
| 346836            | 2009 DQ35  | 20 fev 2009 | Kitt Peak            | Spacewatch                | —         | MPC                           |
| 346837            | 2009 DD44  | 24 fev 2009 | Dauban               | F. Kugel                  | —         | MPC                           |
| 346838            | 2009 DB50  | 19 fev 2009 | Kitt Peak            | Spacewatch                | —         | MPC                           |
| 346839            | 2009 DW51  | 22 fev 2009 | Kitt Peak            | Spacewatch                | —         | MPC                           |
| 346840            | 2009 DM57  | 22 fev 2009 | Kitt Peak            | Spacewatch                | Brangane  | MPC                           |
| 346841            | 2009 DD77  | 21 fev 2009 | Mount Lemmon         | Mount Lemmon Survey       | —         | MPC                           |
| 346842            | 2009 DW88  | 22 fev 2009 | Mount Lemmon         | Mount Lemmon Survey       | —         | MPC                           |
| 346843            | 2009 DZ92  | 28 fev 2009 | Mount Lemmon         | Mount Lemmon Survey       | —         | MPC                           |
| 346844            | 2009 DP95  | 25 fev 2009 | Catalina             | CSS                       | —         | MPC                           |
| 346845            | 2009 DA96  | 25 fev 2009 | Catalina             | CSS                       | —         | MPC                           |
| 346846            | 2009 DB110 | 30 jan 2009 | Siding Spring        | SSS                       | —         | MPC                           |
| 346847            | 2009 DC115 | 26 fev 2009 | Catalina             | CSS                       | —         | MPC                           |
| 346848            | 2009 DS116 | 27 fev 2009 | Kitt Peak            | Spacewatch                | Ursula    | MPC                           |
| 346849            | 2009 DU116 | 26 fev 2004 | Kitt Peak            | M. W. Buie                | —         | MPC                           |
| 346850            | 2009 DY119 | 28 ago 2006 | Kitt Peak            | Spacewatch                | —         | MPC                           |
| 346851            | 2009 DO122 | 27 fev 2009 | Kitt Peak            | Spacewatch                | —         | MPC                           |
| 346852            | 2009 DD124 | 19 fev 2009 | Kitt Peak            | Spacewatch                | —         | MPC                           |
| 346853            | 2009 DU128 | 24 fev 2009 | Catalina             | CSS                       | —         | MPC                           |
| 346854            | 2009 DW132 | 26 fev 2009 | Mount Lemmon         | Mount Lemmon Survey       | —         | MPC                           |
| 346855            | 2009 EJ    | 1 mar 2009  | Great Shefford       | P. Birtwhistle            | —         | MPC                           |
| 346856            | 2009 EZ14  | 15 mar 2009 | Kitt Peak            | Spacewatch                | —         | MPC                           |
| 346857            | 2009 EF16  | 15 mar 2009 | Kitt Peak            | Spacewatch                | —         | MPC                           |
| 346858            | 2009 EN19  | 15 mar 2009 | Mount Lemmon         | Mount Lemmon Survey       | —         | MPC                           |
| 346859            | 2009 ET21  | 14 mar 2009 | La Sagra             | Mallorca Obs.             | —         | MPC                           |
| 346860            | 2009 EF23  | 7 mar 2009  | Mount Lemmon         | Mount Lemmon Survey       | —         | MPC                           |
| 346861            | 2009 EQ23  | 3 mar 2009  | Catalina             | CSS                       | —         | MPC                           |
| 346862            | 2009 EY26  | 8 mar 2009  | Mount Lemmon         | Mount Lemmon Survey       | —         | MPC                           |
| 346863            | 2009 EA30  | 1 mar 2009  | Mount Lemmon         | Mount Lemmon Survey       | —         | MPC                           |
| 346864            | 2009 EP30  | 7 mar 2009  | Mount Lemmon         | Mount Lemmon Survey       | Brangane  | MPC                           |
| 346865            | 2009 FJ3   | 17 mar 2009 | Taunus               | E. Schwab, U. Zimmer      | —         | MPC                           |
| 346866            | 2009 FX14  | 11 nov 2001 | Apache Point         | SDSS                      | —         | MPC                           |
| 346867            | 2009 FZ15  | 17 mar 2009 | Kitt Peak            | Spacewatch                | —         | MPC                           |
| 346868            | 2009 FC19  | 20 mar 2009 | La Cañada            | J. Lacruz                 | —         | MPC                           |
| 346869            | 2009 FT24  | 21 mar 2009 | La Sagra             | Mallorca Obs.             | —         | MPC                           |
| 346870            | 2009 FW24  | 24 fev 2009 | Catalina             | CSS                       | —         | MPC                           |
| 346871            | 2009 FB26  | 16 mar 2009 | Mount Lemmon         | Mount Lemmon Survey       | —         | MPC                           |
| 346872            | 2009 FW46  | 27 mar 2009 | Kitt Peak            | Spacewatch                | —         | MPC                           |
| 346873            | 2009 FN47  | 28 mar 2009 | Mount Lemmon         | Mount Lemmon Survey       | —         | MPC                           |
| 346874            | 2009 FR49  | 27 mar 2009 | Mount Lemmon         | Mount Lemmon Survey       | Ursula    | MPC                           |
| 346875            | 2009 FD50  | 27 mar 2009 | Catalina             | CSS                       | —         | MPC                           |
| 346876            | 2009 FY60  | 21 mar 2009 | Mount Lemmon         | Mount Lemmon Survey       | —         | MPC                           |
| 346877            | 2009 FG64  | 31 mar 2009 | Kitt Peak            | Spacewatch                | —         | MPC                           |
| 346878            | 2009 FD65  | 18 mar 2009 | Mount Lemmon         | Mount Lemmon Survey       | —         | MPC                           |
| 346879            | 2009 HM26  | 18 abr 2009 | Kitt Peak            | Spacewatch                | —         | MPC                           |
| 346880            | 2009 HM29  | 19 abr 2009 | Kitt Peak            | Spacewatch                | —         | MPC                           |
| 346881            | 2009 HP29  | 19 abr 2009 | Kitt Peak            | Spacewatch                | —         | MPC                           |
| 346882            | 2009 HV29  | 19 abr 2009 | Kitt Peak            | Spacewatch                | Brangane  | MPC                           |
| 346883            | 2009 JH4   | 1 mai 2009  | Cerro Burek          | Alianza S4 Obs.           | —         | MPC                           |
| 346884            | 2009 JX12  | 15 mai 2009 | La Sagra             | Mallorca Obs.             | —         | MPC                           |
| 346885            | 2009 JN17  | 14 mai 2009 | Mount Lemmon         | Mount Lemmon Survey       | —         | MPC                           |
| 346886 Middelburg | 2009 MB    | 15 nov 1999 | Uccle                | E. W. Elst                | —         | MPC                           |
| 346887            | 2009 OU23  | 28 jul 2009 | Kitt Peak            | Spacewatch                | —         | MPC                           |
| 346888            | 2009 PB10  | 15 ago 2009 | La Sagra             | Mallorca Obs.             | —         | MPC                           |
| 346889 Rhiphonos  | 2009 QV38  | 28 ago 2009 | Zelenchukskaya       | T. V. Kryachko            | —         | MPC                           |
| 346890            | 2009 RP30  | 14 set 2009 | Kitt Peak            | Spacewatch                | —         | MPC                           |
| 346891            | 2009 RO39  | 15 set 2009 | Kitt Peak            | Spacewatch                | —         | MPC                           |
| 346892            | 2009 RY42  | 15 set 2009 | Kitt Peak            | Spacewatch                | —         | MPC                           |
| 346893            | 2009 RT43  | 15 set 2009 | Kitt Peak            | Spacewatch                | —         | MPC                           |
| 346894            | 2009 RG54  | 15 set 2009 | Kitt Peak            | Spacewatch                | —         | MPC                           |
| 346895            | 2009 SN38  | 16 set 2009 | Kitt Peak            | Spacewatch                | —         | MPC                           |
| 346896            | 2009 SL98  | 17 set 2009 | Moletai              | K. Černis, J. Zdanavičius | —         | MPC                           |
| 346897            | 2009 SJ104 | 26 set 2009 | Catalina             | CSS                       | —         | MPC                           |
| 346898            | 2009 SC126 | 18 set 2009 | Kitt Peak            | Spacewatch                | —         | MPC                           |
| 346899            | 2009 ST360 | 17 set 2009 | Kitt Peak            | Spacewatch                | —         | MPC                           |
| 346900            | 2009 TD38  | 14 out 2009 | Catalina             | CSS                       | —         | MPC                           |

## 346901–347000
| Designação | Designação | Descoberta  | Descoberta      | Descobridor(es)     | Categoria | Mais informações / Referência |
| Permanente | Provisória | Data        | Local           | Descobridor(es)     | Categoria | Mais informações / Referência |
| ---------- | ---------- | ----------- | --------------- | ------------------- | --------- | ----------------------------- |
| 346901     | 2009 TH44  | 14 out 2009 | Kitt Peak       | Spacewatch          | —         | MPC                           |
| 346902     | 2009 UJ1   | 18 out 2009 | Catalina        | CSS                 | —         | MPC                           |
| 346903     | 2009 UG13  | 18 out 2009 | Kitt Peak       | Spacewatch          | —         | MPC                           |
| 346904     | 2009 UR88  | 22 out 2009 | Catalina        | CSS                 | —         | MPC                           |
| 346905     | 2009 UY144 | 16 out 2009 | Catalina        | CSS                 | —         | MPC                           |
| 346906     | 2009 VD21  | 9 nov 2009  | Mount Lemmon    | Mount Lemmon Survey | —         | MPC                           |
| 346907     | 2009 VH48  | 1 abr 2008  | Kitt Peak       | Spacewatch          | —         | MPC                           |
| 346908     | 2009 VW79  | 10 nov 2009 | Catalina        | CSS                 | —         | MPC                           |
| 346909     | 2009 WR41  | 17 nov 2009 | Kitt Peak       | Spacewatch          | —         | MPC                           |
| 346910     | 2009 WW50  | 20 nov 2009 | Kitt Peak       | Spacewatch          | —         | MPC                           |
| 346911     | 2009 WF76  | 10 nov 2009 | Kitt Peak       | Spacewatch          | —         | MPC                           |
| 346912     | 2009 WR83  | 19 nov 2009 | Kitt Peak       | Spacewatch          | —         | MPC                           |
| 346913     | 2009 WQ87  | 24 abr 2001 | Kitt Peak       | Spacewatch          | —         | MPC                           |
| 346914     | 2009 WR94  | 20 nov 2009 | Mount Lemmon    | Mount Lemmon Survey | —         | MPC                           |
| 346915     | 2009 WY125 | 20 nov 2009 | Kitt Peak       | Spacewatch          | —         | MPC                           |
| 346916     | 2009 WD204 | 16 nov 2009 | Kitt Peak       | Spacewatch          | —         | MPC                           |
| 346917     | 2009 WO262 | 20 nov 2009 | Mount Lemmon    | Mount Lemmon Survey | —         | MPC                           |
| 346918     | 2009 XF18  | 15 dez 2009 | Mount Lemmon    | Mount Lemmon Survey | —         | MPC                           |
| 346919     | 2009 XO20  | 22 out 2005 | Catalina        | CSS                 | —         | MPC                           |
| 346920     | 2009 XL21  | 10 dez 2009 | Mount Lemmon    | Mount Lemmon Survey | —         | MPC                           |
| 346921     | 2009 XM21  | 10 dez 2009 | Mount Lemmon    | Mount Lemmon Survey | —         | MPC                           |
| 346922     | 2009 YV4   | 17 dez 2009 | Mount Lemmon    | Mount Lemmon Survey | —         | MPC                           |
| 346923     | 2009 YT20  | 27 dez 2009 | Kitt Peak       | Spacewatch          | —         | MPC                           |
| 346924     | 2009 YR22  | 18 dez 2009 | Mount Lemmon    | Mount Lemmon Survey | —         | MPC                           |
| 346925     | 2009 YH25  | 27 dez 2009 | Kitt Peak       | Spacewatch          | —         | MPC                           |
| 346926     | 2010 AS2   | 7 jan 2010  | Bisei SG Center | BATTeRS             | —         | MPC                           |
| 346927     | 2010 AG28  | 7 jan 2010  | Mount Lemmon    | Mount Lemmon Survey | —         | MPC                           |
| 346928     | 2010 AX30  | 6 jan 2010  | Kitt Peak       | Spacewatch          | —         | MPC                           |
| 346929     | 2010 AN31  | 6 jan 2010  | Kitt Peak       | Spacewatch          | —         | MPC                           |
| 346930     | 2010 AA35  | 7 jan 2010  | Kitt Peak       | Spacewatch          | —         | MPC                           |
| 346931     | 2010 AR35  | 7 jan 2010  | Kitt Peak       | Spacewatch          | —         | MPC                           |
| 346932     | 2010 AH36  | 18 dez 2009 | Mount Lemmon    | Mount Lemmon Survey | —         | MPC                           |
| 346933     | 2010 AS37  | 7 jan 2010  | Kitt Peak       | Spacewatch          | —         | MPC                           |
| 346934     | 2010 AQ44  | 24 nov 2006 | Mount Lemmon    | Mount Lemmon Survey | —         | MPC                           |
| 346935     | 2010 AF47  | 8 jan 2010  | Kitt Peak       | Spacewatch          | —         | MPC                           |
| 346936     | 2010 AJ47  | 8 jan 2010  | Kitt Peak       | Spacewatch          | —         | MPC                           |
| 346937     | 2010 AE50  | 8 jan 2010  | Kitt Peak       | Spacewatch          | —         | MPC                           |
| 346938     | 2010 AA51  | 31 mar 2003 | Kitt Peak       | Spacewatch          | —         | MPC                           |
| 346939     | 2010 AT51  | 11 mar 2003 | Palomar         | NEAT                | —         | MPC                           |
| 346940     | 2010 AQ55  | 8 jan 2010  | Kitt Peak       | Spacewatch          | Chloris   | MPC                           |
| 346941     | 2010 AG59  | 6 jan 2010  | Catalina        | CSS                 | —         | MPC                           |
| 346942     | 2010 AU61  | 6 jan 2010  | Kitt Peak       | Spacewatch          | —         | MPC                           |
| 346943     | 2010 AN67  | 7 set 2008  | Mount Lemmon    | Mount Lemmon Survey | —         | MPC                           |
| 346944     | 2010 AH72  | 13 jan 2010 | Mount Lemmon    | Mount Lemmon Survey | —         | MPC                           |
| 346945     | 2010 AT74  | 13 jan 2010 | Socorro         | LINEAR              | —         | MPC                           |
| 346946     | 2010 AF76  | 13 jan 2010 | Socorro         | LINEAR              | —         | MPC                           |
| 346947     | 2010 AX76  | 1 out 2005  | Catalina        | CSS                 | —         | MPC                           |
| 346948     | 2010 AJ81  | 12 jan 2010 | Catalina        | CSS                 | —         | MPC                           |
| 346949     | 2010 AJ87  | 8 jan 2010  | WISE            | WISE                | —         | MPC                           |
| 346950     | 2010 AG89  | 8 jan 2010  | WISE            | WISE                | —         | MPC                           |
| 346951     | 2010 AU90  | 8 jan 2010  | WISE            | WISE                | —         | MPC                           |
| 346952     | 2010 AQ94  | 8 jan 2010  | WISE            | WISE                | —         | MPC                           |
| 346953     | 2010 AB100 | 17 ago 2001 | Palomar         | NEAT                | —         | MPC                           |
| 346954     | 2010 AX105 | 12 jan 2010 | WISE            | WISE                | —         | MPC                           |
| 346955     | 2010 AO107 | 10 dez 2004 | Kitt Peak       | Spacewatch          | —         | MPC                           |
| 346956     | 2010 AB113 | 13 jan 2010 | WISE            | WISE                | —         | MPC                           |
| 346957     | 2010 BJ4   | 23 jan 2010 | Siding Spring   | SSS                 | —         | MPC                           |
| 346958     | 2010 BX51  | 20 jan 2010 | WISE            | WISE                | —         | MPC                           |
| 346959     | 2010 BM54  | 7 nov 2007  | Kitt Peak       | Spacewatch          | —         | MPC                           |
| 346960     | 2010 BJ78  | 24 jan 2010 | WISE            | WISE                | —         | MPC                           |
| 346961     | 2010 CU1   | 2 fev 2010  | La Sagra        | Mallorca Obs.       | —         | MPC                           |
| 346962     | 2010 CB4   | 6 fev 2010  | Mount Lemmon    | Mount Lemmon Survey | —         | MPC                           |
| 346963     | 2010 CN4   | 10 jan 2003 | Kitt Peak       | Spacewatch          | —         | MPC                           |
| 346964     | 2010 CR4   | 6 fev 2010  | La Sagra        | Mallorca Obs.       | —         | MPC                           |
| 346965     | 2010 CS4   | 6 fev 2010  | La Sagra        | Mallorca Obs.       | —         | MPC                           |
| 346966     | 2010 CD7   | 6 fev 2010  | WISE            | WISE                | —         | MPC                           |
| 346967     | 2010 CP8   | 7 fev 2010  | WISE            | WISE                | —         | MPC                           |
| 346968     | 2010 CZ31  | 9 fev 2010  | Kitt Peak       | Spacewatch          | —         | MPC                           |
| 346969     | 2010 CO32  | 9 fev 2010  | Kitt Peak       | Spacewatch          | —         | MPC                           |
| 346970     | 2010 CU32  | 10 fev 2010 | Kitt Peak       | Spacewatch          | —         | MPC                           |
| 346971     | 2010 CK33  | 30 set 2005 | Mount Lemmon    | Mount Lemmon Survey | —         | MPC                           |
| 346972     | 2010 CA34  | 10 fev 2010 | Kitt Peak       | Spacewatch          | —         | MPC                           |
| 346973     | 2010 CP34  | 28 abr 2006 | Cerro Tololo    | M. W. Buie          | —         | MPC                           |
| 346974     | 2010 CC35  | 10 fev 2010 | Kitt Peak       | Spacewatch          | —         | MPC                           |
| 346975     | 2010 CJ39  | 13 fev 2010 | Mount Lemmon    | Mount Lemmon Survey | —         | MPC                           |
| 346976     | 2010 CN62  | 9 fev 2010  | Catalina        | CSS                 | —         | MPC                           |
| 346977     | 2010 CV65  | 7 jan 2006  | Mount Lemmon    | Mount Lemmon Survey | —         | MPC                           |
| 346978     | 2010 CN66  | 9 fev 2010  | Kitt Peak       | Spacewatch          | Mitidika  | MPC                           |
| 346979     | 2010 CB69  | 10 fev 2010 | Kitt Peak       | Spacewatch          | —         | MPC                           |
| 346980     | 2010 CA82  | 13 fev 2010 | Kitt Peak       | Spacewatch          | —         | MPC                           |
| 346981     | 2010 CO82  | 13 fev 2010 | Kitt Peak       | Spacewatch          | —         | MPC                           |
| 346982     | 2010 CR84  | 14 fev 2010 | Kitt Peak       | Spacewatch          | Mitidika  | MPC                           |
| 346983     | 2010 CD93  | 29 set 2008 | Mount Lemmon    | Mount Lemmon Survey | —         | MPC                           |
| 346984     | 2010 CR100 | 14 fev 2010 | Mount Lemmon    | Mount Lemmon Survey | —         | MPC                           |
| 346985     | 2010 CR103 | 14 fev 2010 | Kitt Peak       | Spacewatch          | Mitidika  | MPC                           |
| 346986     | 2010 CS109 | 14 fev 2010 | Mount Lemmon    | Mount Lemmon Survey | —         | MPC                           |
| 346987     | 2010 CN123 | 15 fev 2010 | Kitt Peak       | Spacewatch          | —         | MPC                           |
| 346988     | 2010 CJ125 | 15 fev 2010 | Kitt Peak       | Spacewatch          | Eos       | MPC                           |
| 346989     | 2010 CU129 | 10 fev 2010 | WISE            | WISE                | —         | MPC                           |
| 346990     | 2010 CP138 | 14 fev 2010 | Kitt Peak       | Spacewatch          | —         | MPC                           |
| 346991     | 2010 CU140 | 10 mai 2003 | Kitt Peak       | Spacewatch          | Mitidika  | MPC                           |
| 346992     | 2010 CB144 | 9 fev 2010  | Kitt Peak       | Spacewatch          | —         | MPC                           |
| 346993     | 2010 CT148 | 27 jan 2003 | Socorro         | LINEAR              | —         | MPC                           |
| 346994     | 2010 CO157 | 15 fev 2010 | Kitt Peak       | Spacewatch          | —         | MPC                           |
| 346995     | 2010 CW166 | 13 fev 2010 | Kitt Peak       | Spacewatch          | —         | MPC                           |
| 346996     | 2010 CU168 | 6 fev 2010  | Kitt Peak       | Spacewatch          | Phocaea   | MPC                           |
| 346997     | 2010 CS170 | 13 fev 2010 | Kitt Peak       | Spacewatch          | —         | MPC                           |
| 346998     | 2010 CR182 | 15 fev 2010 | Haleakalā       | Pan-STARRS          | —         | MPC                           |
| 346999     | 2010 CQ183 | 15 fev 2010 | Haleakala       | Pan-STARRS          | —         | MPC                           |
| 347000     | 2010 CW216 | 7 fev 2010  | WISE            | WISE                | —         | MPC                           |